# Oléron
Insula Oléron (în limba santongeză Ilâte d’Olerun) se află în Golful Biscaya, în regiunea Nouvelle-Aquitaine, în largul coastelor Charente-Maritime din care face parte, la 1,5 km de Pointe Espagnole și la 14,5 km nord de Estuarul Gironde. Împreună cu insulele Ré, d'Aix, Madame și Nôle, face parte din arhipelagul charentez; este separată de peninsula Marennes prin canalul Oléron, la nord, și de peninsula Arvert prin strâmtoarea Maumusson, la sud.
Cea mai mare insulă metropolitană franceză după Corsica, cu o lungime de 30 km și o lățime maximă de 8 km, are o suprafață de 174 km² și găzduiește peste 21.000 de locuitori permanenți.
În cursul istoriei sale, insula a făcut parte uneori din vechea provincie Aunis, alteori din vechea provincie Saintonge, în funcție de numeroasele războaie, în special în perioada medievală.

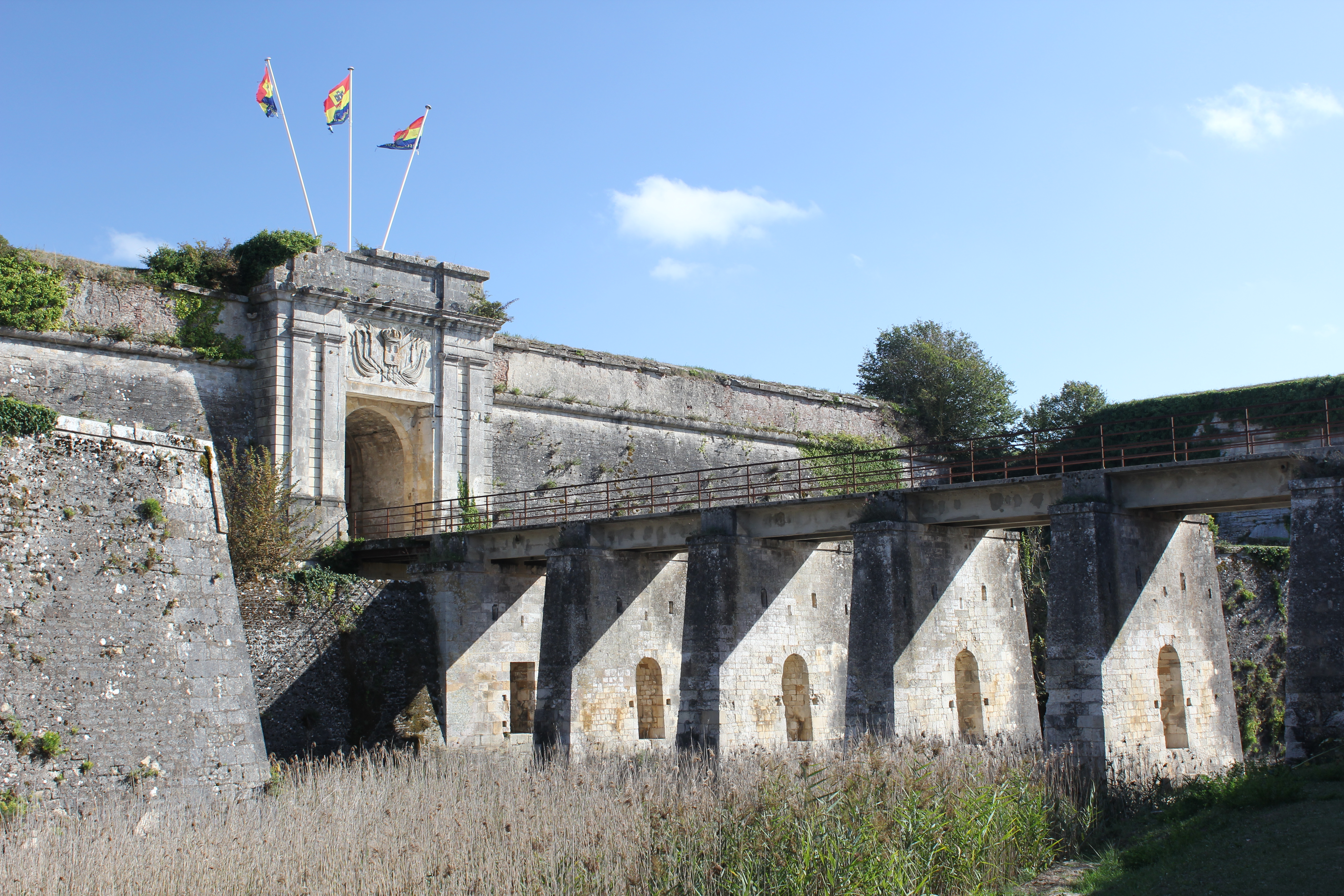
Cetatea Château d’Oléron.

Administrativ, insula Oléron aparține de Cantonul Île d'Oléron, din 2015. Capitala sa actuală este Saint-Pierre-d'Oléron, principala sa zonă comercială și artizanală. Până în perioada Vechiului Regim, orașul Le Château-d'Oléron, sediul subdelegației și găzduind garnizoana insulei, îndeplinea această funcție.

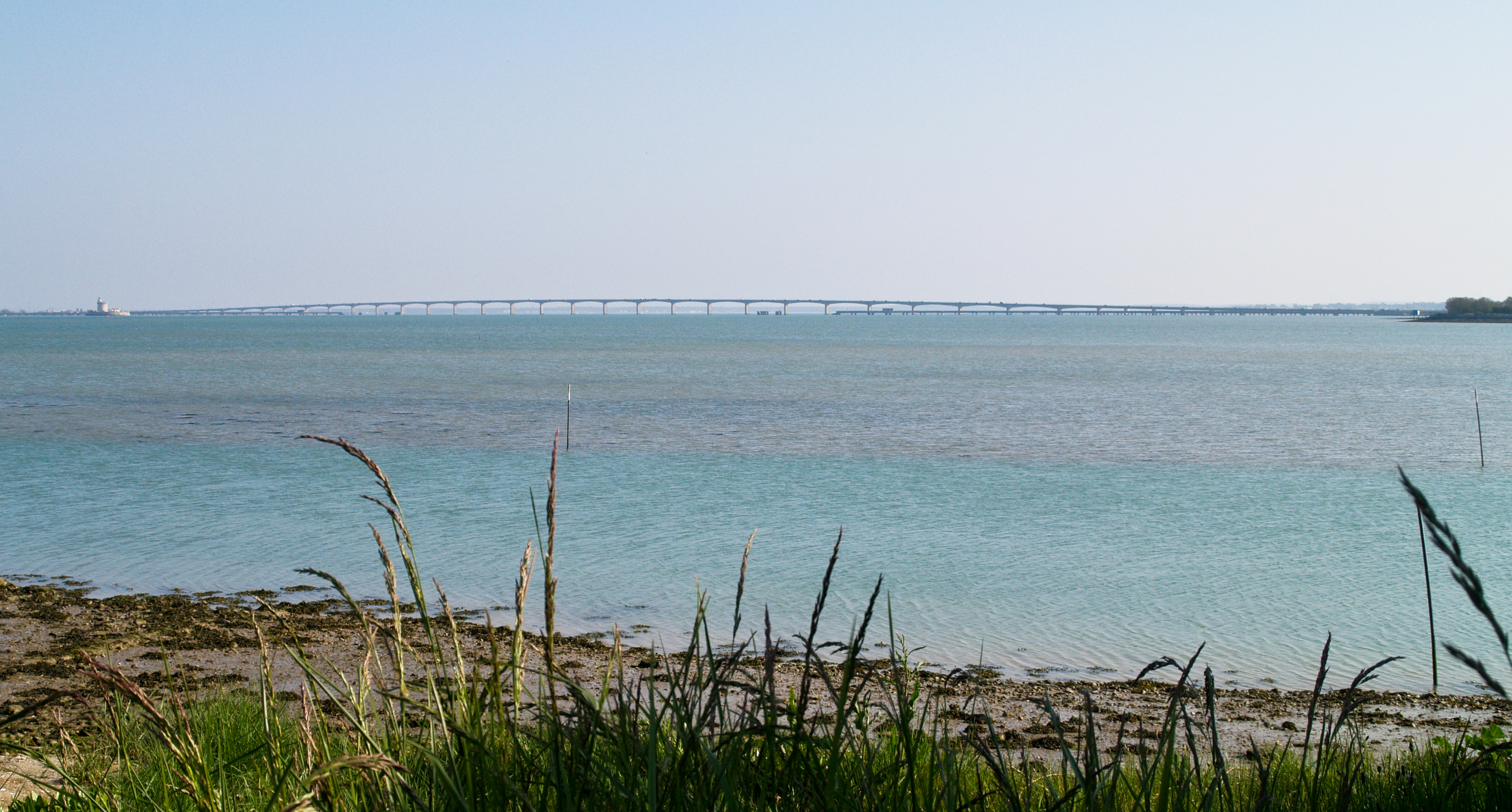
Podul Oléron (viaduct).

Din 19 martie 1966, insula este legată de continent prin podul insulei Oléron, lung de 2.862 de metri, al treilea pod ca lungime din Franța după cel de pe insula Ré și cel de la Saint-Nazaire, și este cel mai vechi pod din Franța care leagă continentul de o insulă.
Lăudată de Pierre Loti, ea este poreclită "Oléron luminoasa" datorită ratei sale ridicate de însorire pe tot parcursul anului.

## Toponimie
Oléron este cunoscută în secolul I sub numele de Uliaros „in aquitanico sinu Vliaros” (Plinius cel Bătrân, Istoria Naturală, cartea IV. XXXIII.XIX).
Numele Olarionensibus este folosit în secolul al V-lea de către episcopul și scriitorul gallo-roman Sidonius Apollinaris.
La sfârșitul secolului al XII-lea, insula era denumită "insula Oleronis".
Numele actual al insulei derivă de la numele folosit în Evul Mediu.

## Geografie

### Generalități geografice
Înconjurată de golful Biscayei, insula Oléron este delimitată de două strâmtori care, local, poartă numele de pertuis:
- Pertuis d'Antioche, la nord, o separă de insula Ré;
- Pertuis de Maumusson, la sud, o separă de peninsula Arvert;
- Rada des Basques și insula Aix, la nord-est și la est, o separă de continent.

Insula Oléron se află, de asemenea, în fața a două estuare de râu, Charente și Seudre, care au un rol considerabil în activitățile sale economice, favorizând dezvoltarea ostriculturii datorită aportului lor de apă dulce. Din 1966, insularitatea insulei a fost parțial pierdută odată cu construcția primului pod francez care leagă o insulă de continent.
Insula este divizată administrativ în opt comune care formează Cantonul Île d'Oléron.
De la nord la sud, găsim succesiv:
- Saint-Denis-d'Oléron;
- La Brée-les-Bains;
- Saint-Georges-d'Oléron;
- Saint-Pierre-d'Oléron;
- Dolus-d'Oléron;
- Le Château-d'Oléron;
- Le Grand-Village-Plage;
- Saint-Trojan-les-Bains.

Insula este presărată cu numeroase sate și cătune care sunt legate de comunele insulei, printre care:
- Chaucre (la nord-vest de Saint-Georges): Odată, un important focar de "pirați", haiduci care atrăgeau navele pe stânci pentru a le jefui[4].
- Sauzelle (la est de Saint-Pierre): Lăudat de Pierre Loti, care l-a redenumit "satul vrăjitorilor" în romanul său "Prime Jeunesse"[5].
- Boyardville (la est de Saint-Georges): Mică așezare liniștită de la malul mării, construită în 1803 în timpul construcției Fortului Boyard.
- La Cotinière (la sud-vest de Saint-Pierre): Primul port de pescuit al departamentului Charente-Maritime și al optulea din Franța[n 3]. Specializat în pescuitul de Dicologlossa cuneata.

Mlaștinile antice sărate (situate la est și la sud de insulă) au fost reconvertite în "claires", termen care desemnează bazinele de rafinare. Stridiile din bazinul Marennes-Oléron își dobândesc gustul și textura lor distinctivă sub acțiunea unei alge microscopice, numită naviculă albastră (Haslea ostrearia), a cărei pigment (marennină) provoacă înverzirea. Cultura sării este reintrodusă (deși în mod confidențial) la portul Salines, în Le Grand-Village-Plage. Arta saulnierilor (termenul de paludier fiind utilizat la Guérande) este prezentată acolo într-un ecomuzeu.

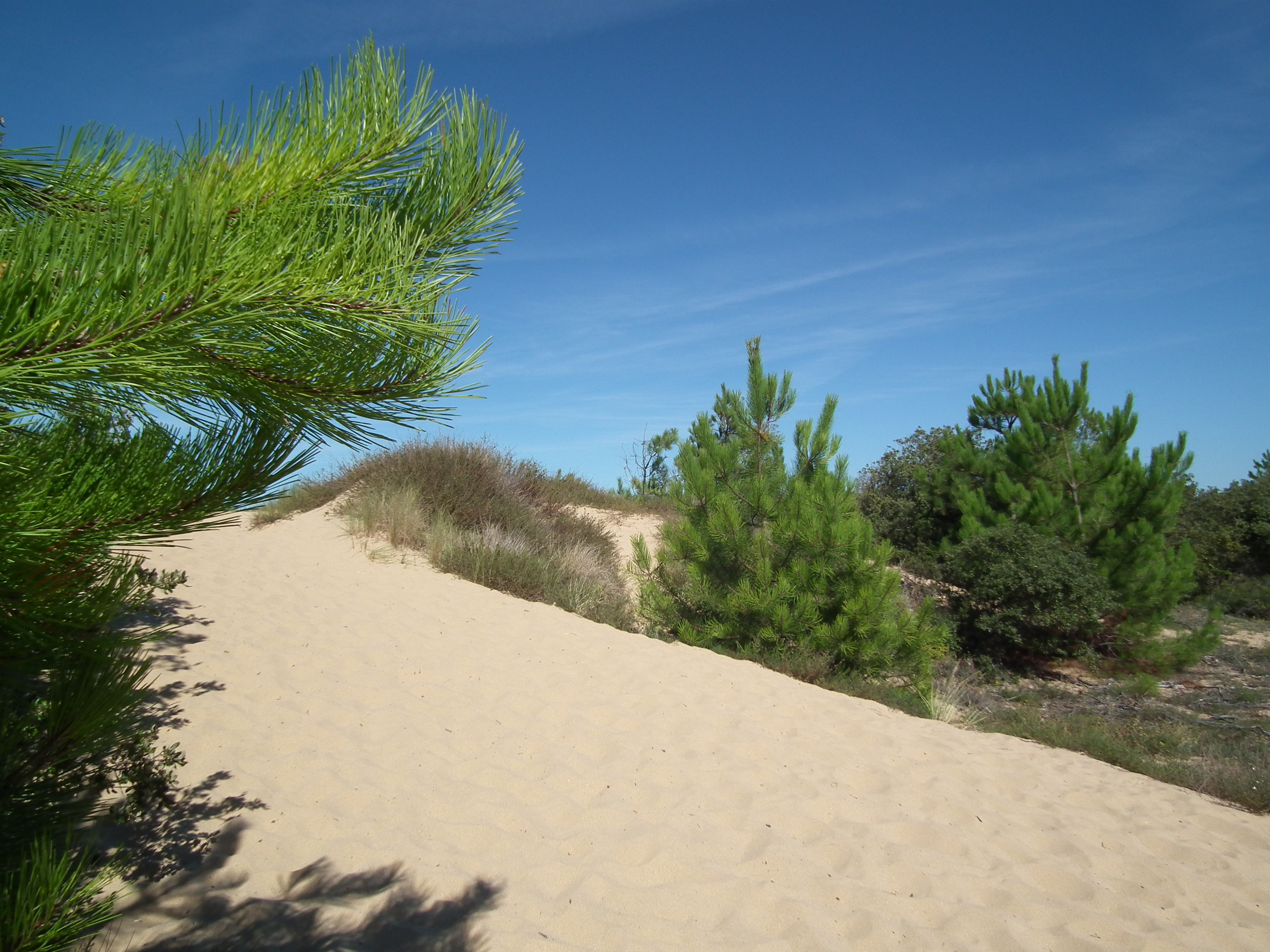
Dune în pădurea Saumonards, în Boyardville.

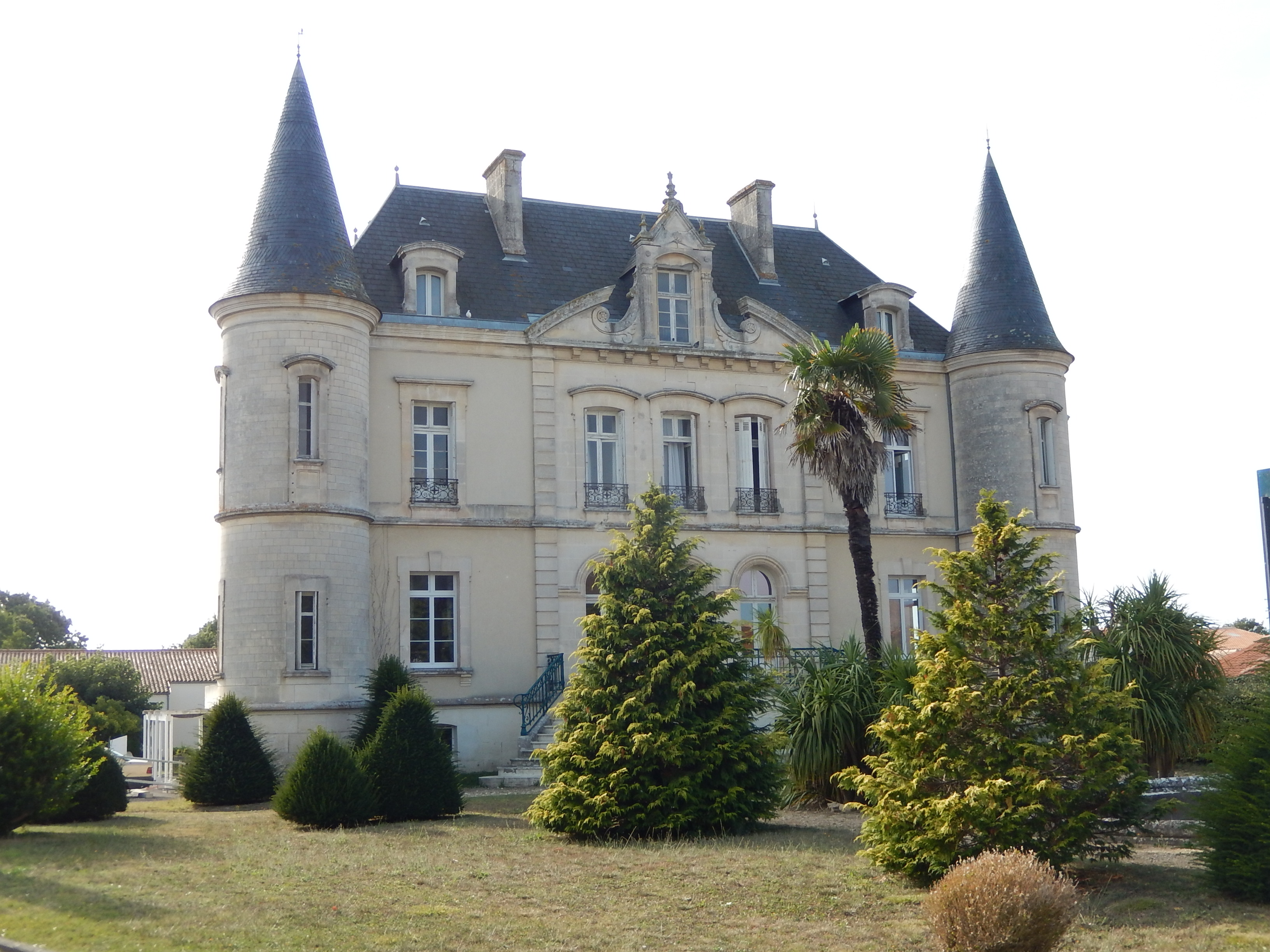
Château Fournier, situat în Saint-Georges d'Oléron, este o mărturie a trecutului viticol al insulei.

Vița de vie este prezentă la Oléron. Cultivată încă din secolul al III-lea pe insulă, producția a fost foarte importantă până la sfârșitul secolului al XIX-lea (peste 4.300 de hectare). Venirea filoxerei a decimat din nefericire aproape toate viile. Insula a fost grav afectată. Domeniile ruinându-se, nu s-au mai refăcut. Astăzi, plantațiile de viță ocupă aproximativ 800 de hectare.
Pineau des Charentes, un vin de lichior, alb sau roșu, servit ca aperitiv, se numără în prezent printre producțiile remarcabile de la Oléron.
Fortul Boyard se află pe coasta estică, în fața pădurii Saumonards, la doi kilometri de țărm, construit pe un banc de nisip, prin decizia lui Napoleon I, pentru a proteja estuarul Charente și arsenalul militar din Rochefort.
La extremitatea nord al insulei, în comuna Saint-Denis, se ridică farul Chassiron.
La sud de insulă, Saint-Trojan, cunoscut pentru pădurea sa, trenul turistic și vasta sa plajă de pe coasta vestică, reprezintă cea mai balneară parte a insulei. Locul marchează, de asemenea, începutul unei largi zone de acumulare a nisipului care se întinde apoi spre sud, de-a lungul coastei landeze, până la primele înălțimi ale Țării Bascilor, fiind întreruptă doar de strâmtoarea Maumusson și de estuarul Gironde. Mlaștinile Brouage și Rochefort își continuă extinderea în mare, iar "Canalul Oléron" tinde să se umple (cu sedimente de umplere provenite din râuri și eroziunea stâncilor și a promontoriilor), stabilind astfel o viitoare legătură terestră între continent (Bourcefranc) și insulă (Château-d'Oléron).
Climatul, plajele cu nisip, pistele de biciclete și zona de coastă pentru pescuitul la maree joasă fac din insula Oléron o destinație apreciată de turiști vara.
Pe 28 septembrie 2010, Oléron a suferit un cutremur cu o magnitudine de 4,5 pe scara Richter, fără să producă victime sau daune.

### Relief puțin înalt, dar variat
Relieful insulei Oléron este, în general, puțin înalt, dar, datorită naturii terenurilor care o compun, nu este uniform. Punctul său culminant, la 34 de metri, se află în dunele din Saint-Trojan, în partea de sud a insulei, în timp ce altitudinile cele mai joase sunt înregistrate în mlaștinile de pe coasta estică, între Le Château și Boyardville. Acest lucru îi conferă în multe privințe caracteristici destul de similare cu relieful insulei Ré, cu toate că câteva diferențe în formațiunile lor geologice disting aceste două insule separate printr-o strâmtoare: Oléron constituie prelungirea vestică a platoului cretacic al Saintonge, în timp ce Ré face parte din câmpia jurasică a Aunisului.

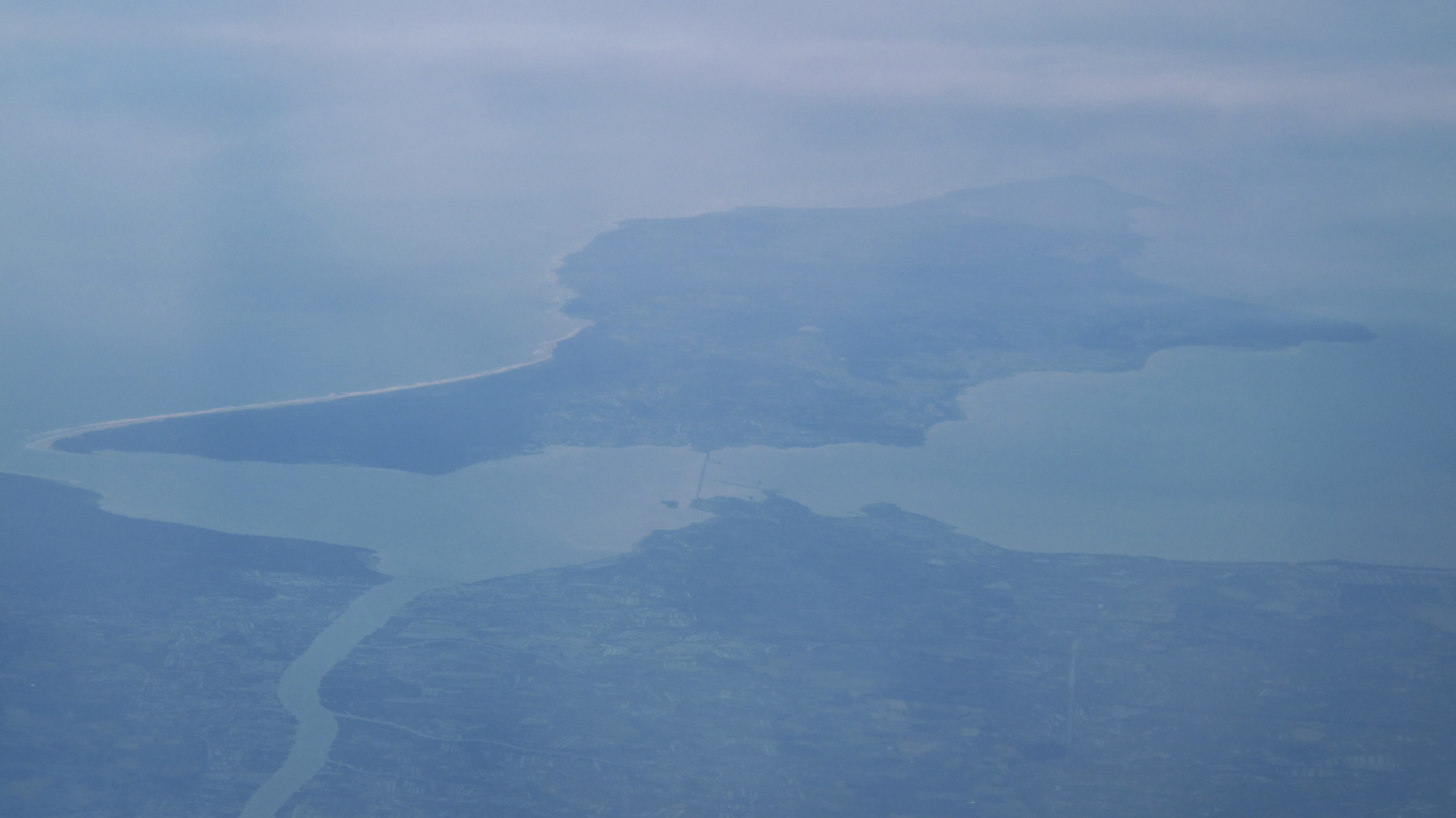
Imagine aeriană a insulei Oléron; în prim-plan, estuarul Seudre.

Diferențele constau în bazele lor geologice: Oléron este compusă în principal din calcaruri cretacice, acoperind partea centrală a insulei și formând o fâșie îngustă, cu o lungime de aproximativ douăzeci de kilometri și o lățime cuprinsă între 2 și 5 km. În această parte centrală, înălțimile variază între 4 și 6 m, în medie, rar depășind zece metri, cum ar fi în nordul insulei, la Saint-Denis. Platoul inferior al insulei, cu un relief abia vălurat, găzduiește viță de vie și culturi cerealiere care sunt bine adaptate la calcarurile cretacice, similar cu platoul continental al Saintongei.
Pe fațadele nord și vest ale insulei, gresiile formează o coastă stâncoasă care se înalță deasupra oceanului cu stânci înalte de la 4 la 10 m, în special la capul Chassiron.
De-a lungul coastei vestice, se acumulează nisipuri care formează, în unele locuri, dune, plantate cu pini, și ale căror înălțimi culminează la 31 de metri între Domino și Les Sables-Vigniers, și lungi plaje de nisip fin care se întind până la vârful Gatseau, în sudul insulei. În acest sector al insulei Oléron se găsește cel mai important masiv de dune, care poartă cele mai mari înălțimi, cu 34 de metri la Saint-Trojan. Aceste lungi plaje sunt adesea urmate de cordoane de dune, în spatele cărora sunt construite stațiuni balneare. Întreaga coastă vestică este spălată de Côte Sauvage, unde acțiunea curentilor marini și a vânturilor sunt la originea acestor formațiuni nisipoase care se întind către peninsula Arvert, oferind 60 km de plaje de nisip pe tot litoralul său.

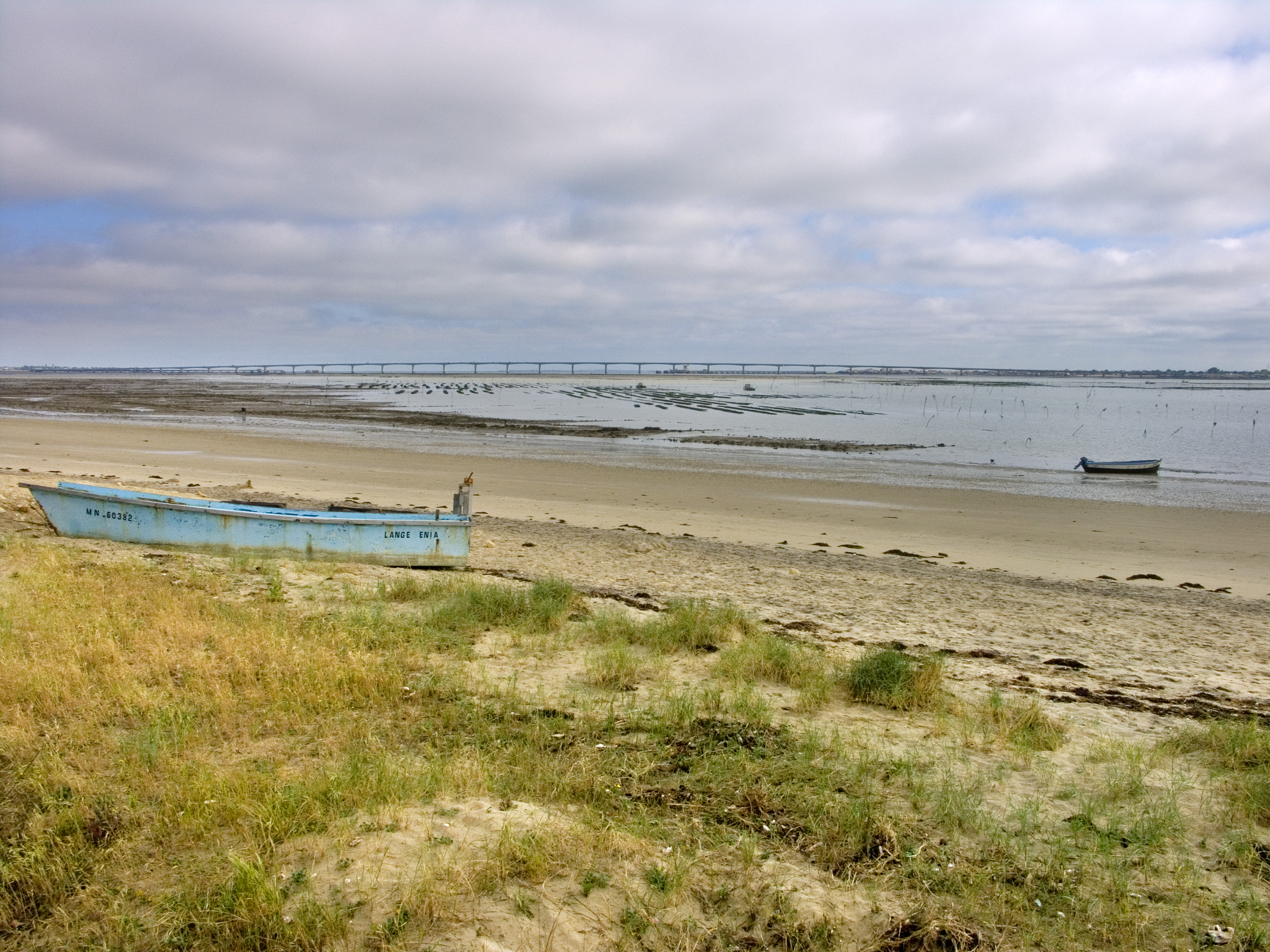
Peisaj din sudul insulei Oléron.

Coasta estică a insulei Oléron este puțin mai variată: de la capul stâncos Chassiron până la golfulețul Maleconche, este nisipoasă și prezintă, la fel ca pe coasta vestică a insulei, dune plantate cu stejari. Dunele din Seullières, între Saint-Denis și La Brée, preced micul masiv dunar din pădurea domenială Saumonards, ale cărui înălțimi ating douăzeci de metri.
De la pădurea de pini Saumonards până în sudul insulei, la Saint-Trojan, coasta este uniform scăzută și mlaștinoasă, uneori nisipoasă, dar niciodată uniformă. În nord-est, dunele Saumonards protejează mlaștinile situate la intrarea în Saint-Pierre, printre care se numără mlaștina păsărilor, și au devenit pășuni sărate, pentru creșterea oilor. Acest sector geografic extins este în prezent, în întreaga sa zonă litorală, domeniul de excelență al conchiliculturii, unde ostreicultura este practicată alături de mitilicultură și chiar de acvacultură. Cu toate acestea, parcurile de stridii sunt activitatea dominantă în întreaga parte situată în jurul Le Château-d'Oléron și până la Saint-Trojan.
În cele din urmă, între continent și sudul insulei Oléron, în fața estuarului Seudre, canalul Oléron formează o sorta de șenal menținut de un puternic curent maritim care îl pune în contact direct cu strâmtoarea Maumusson.

### Clima

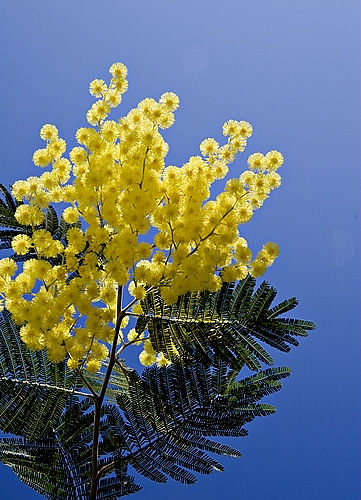
Insula Oléron se bucură de un climat blând în timpul iernii. Mimozele, care înfloresc în februarie, contribuie în special la renumele localității Saint-Trojan-les-Bains.

Insula Oléron este cea mai sudică dintre insulele de pe litoralul francez Atlantic, ceea ce are consecințe evidente asupra climatului său similar cu cel al Charente-Maritime care corespunde unui punct de întâlnire între mediile atlantice și mediteraneene.
Insula Oléron, precum și litoralul Charente-Maritime și ansamblul insulelor charenteze, se caracterizează printr-un climat deosebit de blând în timpul iernii, în special în sudul insulei, și răcoritor în timpul verii, datorită influențelor oceanice în mișcare perpetuă. Insulele Ré și Oléron, care "închid" strâmtoarea d'Antioche, includ o adevărată mare interioară, "o mică Mediterană", care se încălzește ușor, datorită curentului nord-atlantic care permite condiții climatice foarte bune, cu amplitudini termice relativ scăzute.
Oléron este situată în inima zonei cel mai însorite de pe litoralul Atlantic francez. Insula beneficiază de peste 2.100 de ore de soare pe an.
Aceste condiții climatice favorabile, întotdeauna supuse influențelor oceanului Atlantic, favorizează existența unei vegetații mediteraneene. Astfel, flora este caracterizată de prezența uimitoare a oleandrului, eucaliptului, agavelor, care ajută mimoza să înflorească încă din ianuarie. La esențele deja mediteraneene ale stejarului verde (sau braduleț) și ale cistului, se adaugă palmieri, smochini, portocali și chiar măslini.
Este acest climat excepțional care l-a determinat pe Pierre Loti să spună că Oléron este "insula parfumurilor".
| Date climatice pentru Oléron                                                                                         | Date climatice pentru Oléron | Date climatice pentru Oléron | Date climatice pentru Oléron | Date climatice pentru Oléron | Date climatice pentru Oléron | Date climatice pentru Oléron | Date climatice pentru Oléron | Date climatice pentru Oléron | Date climatice pentru Oléron | Date climatice pentru Oléron | Date climatice pentru Oléron | Date climatice pentru Oléron | Date climatice pentru Oléron |
| Luna | Ian                          | Feb                          | Mar                          | Apr                          | Mai                          | Iun                          | Iul                          | Aug                          | Sep                          | Oct                          | Nov                          | Dec                          | Anual                        |
| --- | ---------------------------- | ---------------------------- | ---------------------------- | ---------------------------- | ---------------------------- | ---------------------------- | ---------------------------- | ---------------------------- | ---------------------------- | ---------------------------- | ---------------------------- | ---------------------------- | ---------------------------- |
| Maxima medie °C (°F)                                                                                                 | 9.6 (49,3)                   | 10.7 (51,3)                  | 13.5 (56,3)                  | 15.6 (60,1)                  | 19.7 (67,5)                  | 22.6 (72,7)                  | 24.5 (76,1)                  | 25.0 (77)                    | 22.2 (72)                    | 18.1 (64,6)                  | 13.1 (55,6)                  | 9.8 (49,6)                   | 17,1 (62,8)                  |
| Minima medie °C (°F)                                                                                                 | 4.7 (40,5)                   | 4.9 (40,8)                   | 6.9 (44,4)                   | 8.7 (47,7)                   | 12.3 (54,1)                  | 15.0 (59)                    | 16.7 (62,1)                  | 17.0 (62,6)                  | 14.5 (58,1)                  | 12.0 (53,6)                  | 7.8 (46)                     | 4.9 (40,8)                   | 10,5 (50,9)                  |
| Minima istorică °C (°F)                                                                                              | −6.6 (20,1)                  | −6.5 (20,3)                  | −4.6 (23,7)                  | 0.8 (33,4)                   | 5.1 (41,2)                   | 9.6 (49,3)                   | 10.0 (50)                    | 11.4 (52,5)                  | 7.3 (45,1)                   | 1.1 (34)                     | −3.7 (25,3)                  | −7.9 (17,8)                  | −7,9 (17,8)                  |
| Umiditate [%] | 76.5                         | 56.6                         | 55.0                         | 67.0                         | 57.1                         | 42.0                         | 40.6                         | 41.0                         | 64.9                         | 96.0                         | 94.6                         | 93.3                         | 784,6                        |
| Sursă: „Fiche 17093002” (PDF) (în franceză). donneespubliques.meteofrance.fr. 6 mai 2021. Accesat în 7 aprilie 2024. |                              |                              |                              |                              |                              |                              |                              |                              |                              |                              |                              |                              |                              |

### Păduri
Gestionată de Office National des Forêts, pădurea publică acoperă 2.900 de hectare, adică aproximativ 17% din suprafața insulei Oléron. Masivele forestiere ale insulei au fost plantate în secolul al XIX-lea pentru a proteja locuințele. Pădurile sunt răspândite pe întreg teritoriul insular și acoperă suprafețe foarte diferite:
- În sudul insulei se află marele pădure națională Saint-Trojan, întinzându-se pe trei comune și acoperind 1.867 de hectare; este cea mai mare și cea mai extinsă dintre toate pădurile insulelor de pe litoralul Atlantic francez.
- La vest de Boyardville, pădurea națională des Saumonards este compusă în principal din rășinoase și stejari verzi. Acoperă 645 de hectare și mărginește țărmurile pertuis d'Antioche, în fața fortului Boyard.
- Proprietate a conservatorului litoralului, pădurea Briquet se află la vest de pădurea Saumonards, în comuna Saint-Georges d'Oléron; cei 46 de hectare ai pădurii Briquet, gestionate de ONF, sunt clasificați ca "pădure de protecție"; prezintă un peisaj și o biodiversitate similare zonelor mediteraneene[14].
- În nord-vestul insulei, în apropierea oceanului, mica pădure națională Domino are o suprafață de 164 de hectare și este o pădure de rășinoase (în special pini maritimi) în care se amestecă stejari verzi, plantați pe fâșia dunărilor; este, ca suprafață, a treia pădure a insulei, aparținând, de asemenea, comunei Saint-Georges-d'Oléron.
- Mici păduri naționale, situate pe dunele comunelor La Brée-les-Bains, Saint-Denis și Saint-Pierre, totalizează o suprafață de 53 ha.

### Densitatea populației
En 2019, populația insulei Oléron a fost de 21.972 de locuitori, ceea ce o face a doua insulă ca populație din teritoriul metropolitan, după Corsica, și cea mai populată dintre toate insulele de pe litoralul Atlantic francez. Densitatea populației este de 126 locuitori/km² și plasează insula deasupra mediei departamentale, dar sub densitatea insulei Ré (204 locuitori/km²).

#### Populație destul de bine distribuită
Din cele opt comune ale insulei, șase au o densitate a populație mai mare de 100 de locuitori/km². Cele două foste cantoane ale insulei au fiecare o densitate demografică care depășește, de asemenea, 100 de locuitori/km²:
- fostul canton Château-d'Oléron: 140 locuitori/km²;
- fostul canton Saint-Pierre-d'Oléron: 110 locuitori/km².

Ultimul recensământ al populației, efectuat în 2019, oferă următoarele rezultate:
- Saint-Pierre-d'Oléron: 6 634 de locuitori[15];
- Le Château-d'Oléron: 4 270 de locuitori[16];
- Saint-Georges-d'Oléron: 3 742 de locuitori[17];
- Dolus-d'Oléron: 3 144 de locuitori[18].

#### Urbanizare din ce în ce mai semnificativă
Urbanizarea insulei continuă inevitabil, cu construcții de zone rezidențiale și de case de vacanță, formând aglomerări urbane cu o țesătură încă aerată. Obiectivul comunității de comune este acum de a evita fragmentarea și de a încuraja densificarea pentru a recompune spațiul urban și rural.

#### Două orașe dominante

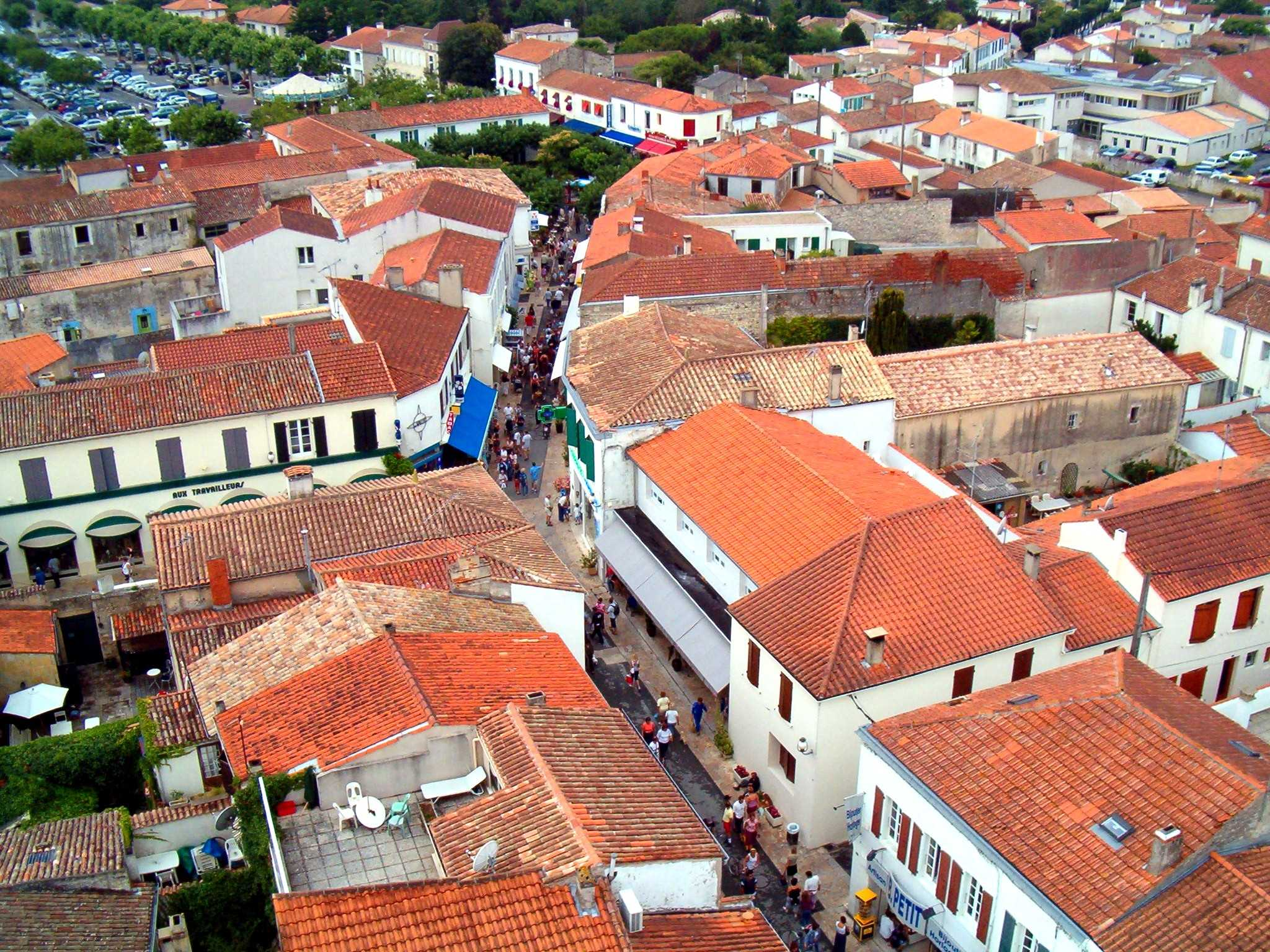
Centrul orașului Saint-Pierre-d'Oléron văzut de pe clopotnița bisericii Saint-Pierre.

Saint-Pierre-d'Oléron s-a afirmat de departe ca fiind "capitala" insulei, datorită în special poziției sale geografice centrale care a determinat bazele dezvoltării sale urbane și economice, surclasând Le Château-d'Oléron, capitala istorică a insulei.
Astăzi, acest oraș, care numără 6.742 de locuitori, se află pe locul unsprezecelea în rândul comunelor urbane din Charente-Maritime și se clasează pe locul opt în rândul unităților urbane ale departamentului. Orașul trece, pentru a doua oară în istoria sa demografică, peste pragul de 5.000 de locuitori la recensământul din 1990. Din sfârșitul celui de-al doilea război mondial până în prezent, Saint-Pierre-d'Oléron și-a dublat populația, trecând de la 3.350 în 1946 la 6.742 de locuitori în 2017. Dezvoltarea sa este extrem de contemporană, iar evoluția sa demografică este remarcabil de susținută și regulată. Face parte din orașele secundare ale structurii urbane a Charente-Maritime, printre cele mai dinamice din departament.
Le Château-d'Oléron, cu o populație de 4 118 habitants în 2017, rămâne a doua localitate ca mărime de pe insulă. Acest mic oraș este „capitala” istorică a insulei, găzduind odinioară guvernatorii din Oléron care își aveau cartierul general în incinta cetății. Este comuna cu cea mai mare densitate de locuitori din întreaga insulă, cu 252 de locuitori/km². Locuințele sale vechi sunt grupate în jurul vechii cetăți și a pieței centrale, recent reamenajată, ceea ce o face un loc deosebit de apreciat de către vizitatori. Locuințele recente, de tip pavilionar, concentrate în lotizări private, tind să se extindă de-a lungul căilor de comunicație, în special spre Dolus-d'Oléron.

## Vexilologie și heraldică

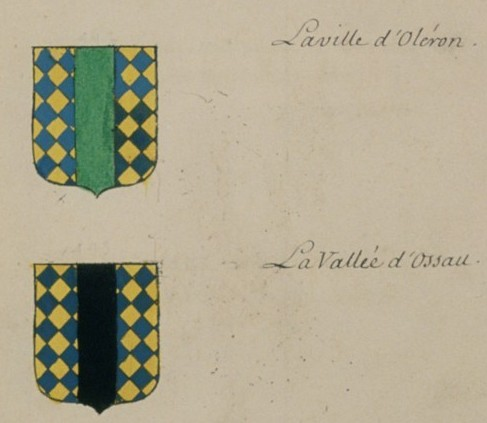
Stema orașului Oloron 1696 (imaginea de sus)

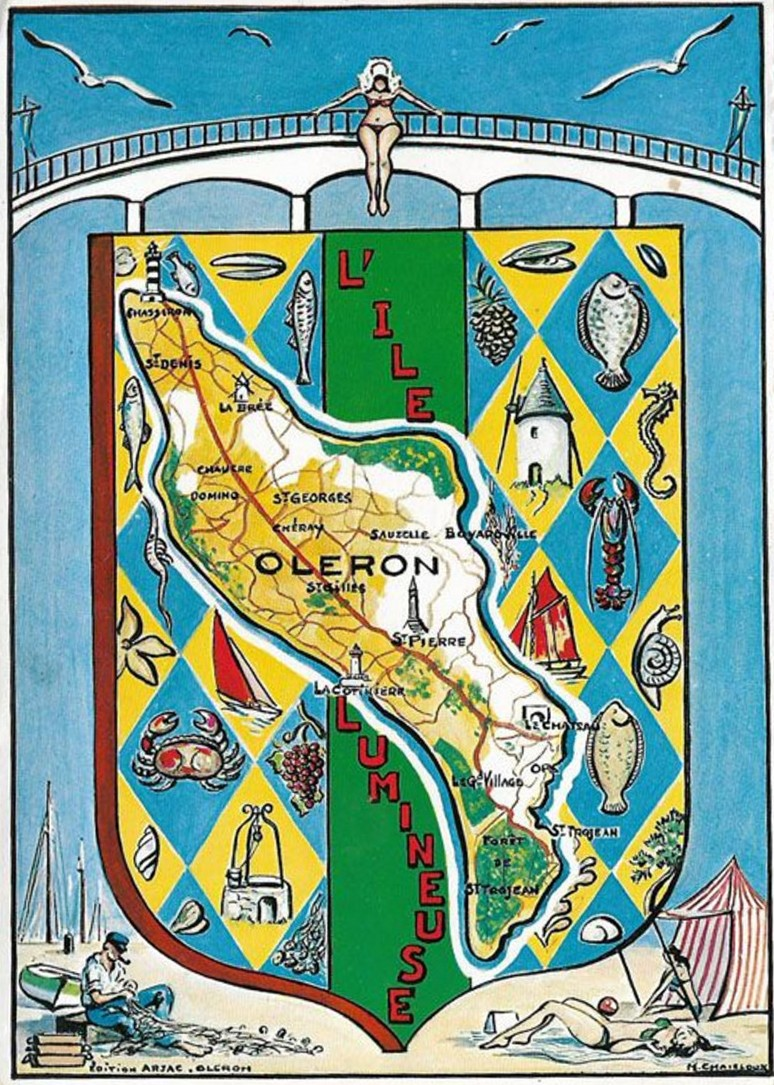
Carte poștală de la Oléron (anii 1960)

Înainte de anii 1950, nu există nicio urmă a unui drapel al insulei Oléron. Drapelul actual este inspirat de stema orașului Oloron (Béarn), vizibilă în Armorialul General al Franței al lui Charles D'Hozier (1696). O greșită transcriere a stemei orașului Oloron ca stemă a orașului "Oléron" (volumul 3, generalitatea Pau, folio n°78) explică reaproprierea stemei din Béarn.

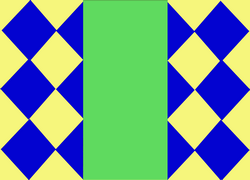
Steagul insulei Oléron.

Drapelul este compus din trei culori: albastru marin pentru mare, galben pentru soare și verde pentru păduri. Acest model este întâlnit și pe blazoanele mai multor comune de pe insula Oléron.

Dolus-d'Oléron
Le Grand-Village-Plage
Saint-Trojan-les-Bains

## Istorie
Morfologia insulei Oléron s-a stabilizat între -4000 și -2000 î.Hr., sub forma pe care o cunoaștem în prezent, după o perioadă de creștere progresivă a nivelului apelor, numită transgresiune flandriană, și inundarea strâmtorilor charentaise care au rămas deasupra apei în timpul ultimei Glaciațiuni Würm.
Occuparea umană a insulei este atestată încă din perioada neolitică, așa cum o demonstrează mai multe situri arheologice: Ponthézière la Saint-Georges-d'Oléron, Ors, siturile Perroche și Écuissière la Dolus.
Eleanor de Aquitania, uneori numită Eléonore de Guyenne, locuiește la Le Château-d'Oléron în 1199. Acolo rămâne o perioadă, cerând redactarea unei serii de reguli maritime cunoscute sub numele de Rolurile Oléronului, înainte de a se retrage la abația Fontevraud unde moare în 1204.

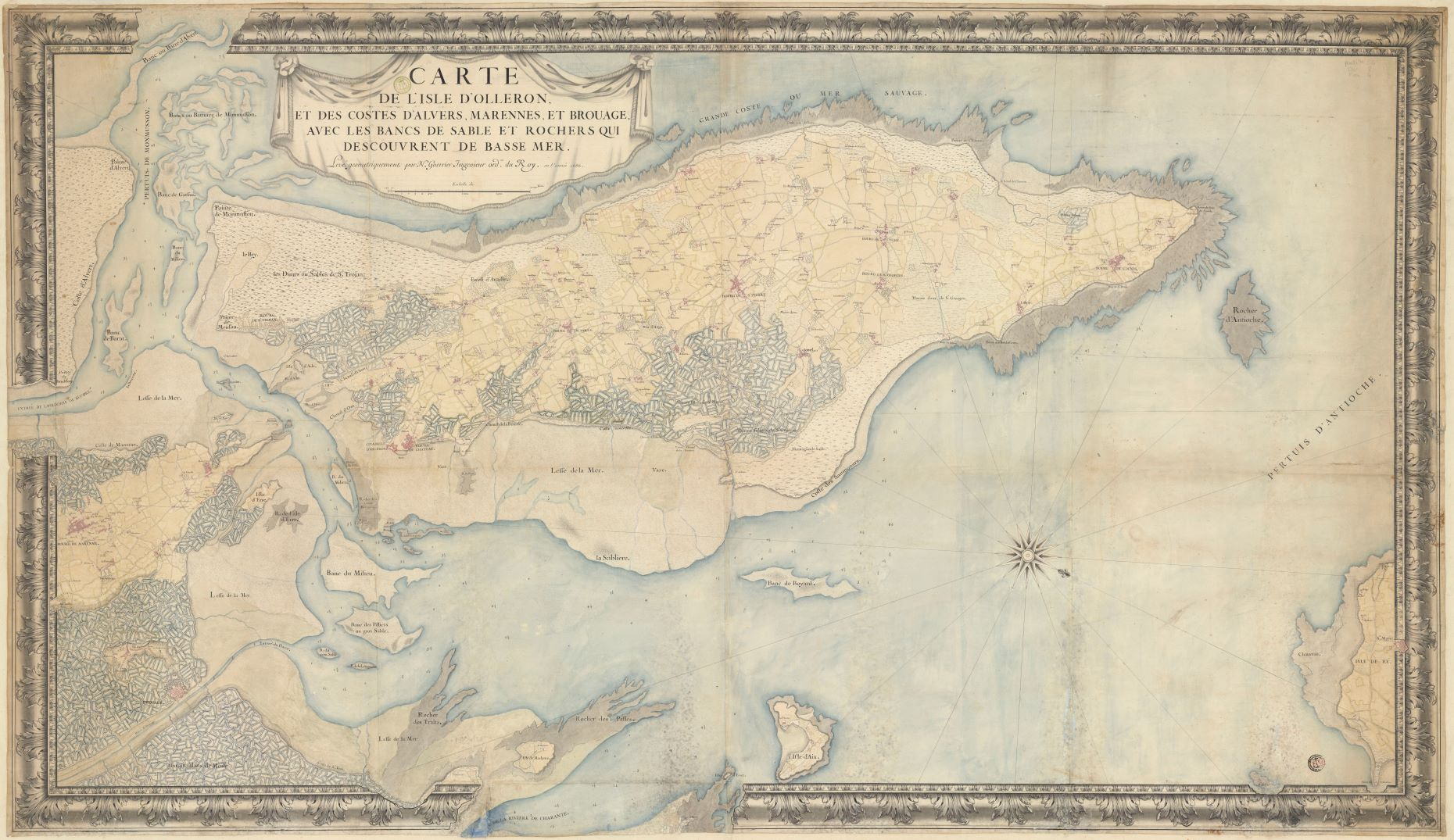
Harta detaliată a insulei Oléron 1686 (BNF)

La data de 20 martie 1586, în timpul celui de-al optulea război al religiilor, întreaga insulă este cucerită de Théodore-Agrippa d’Aubigné.

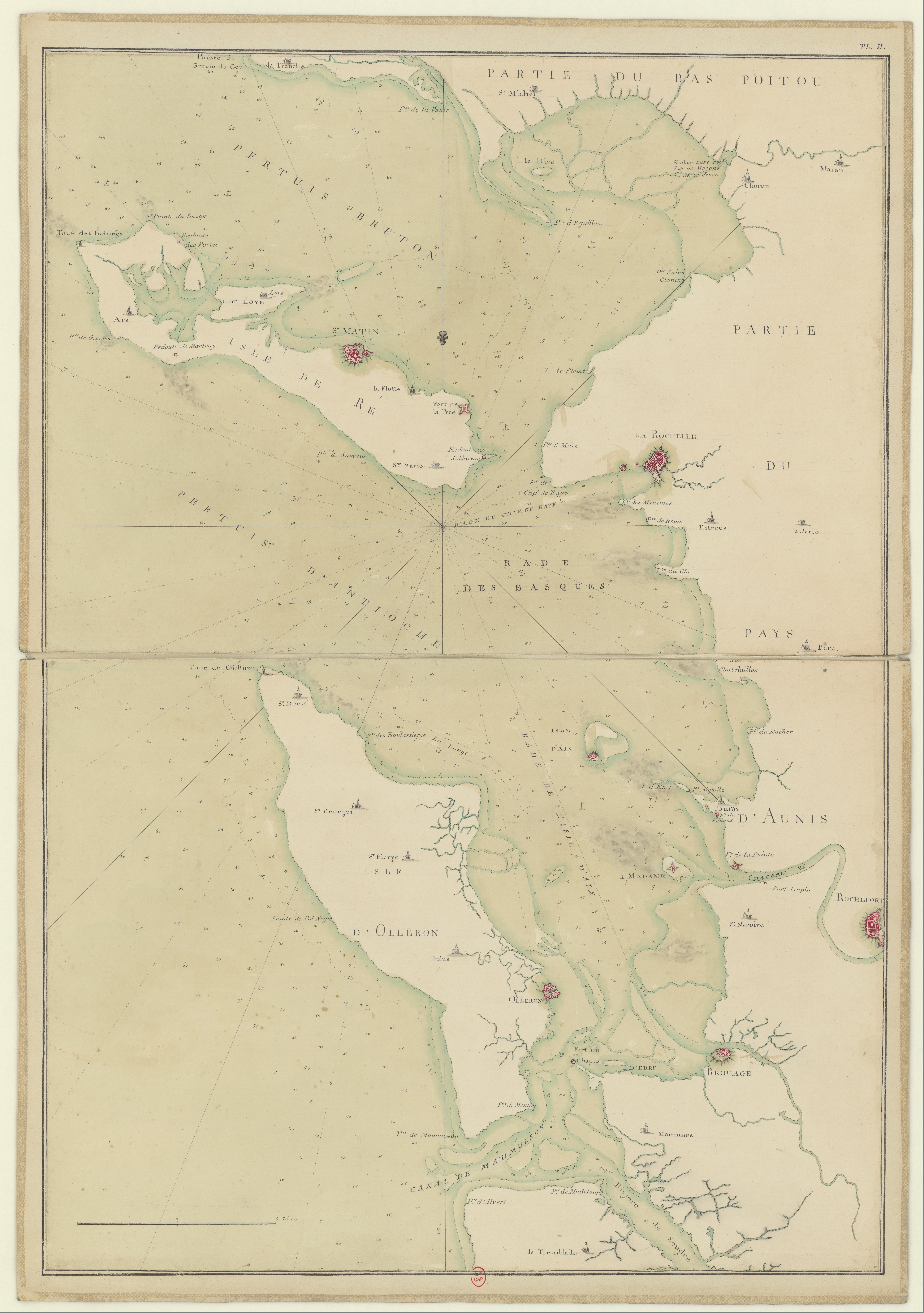
Plan din 1777,
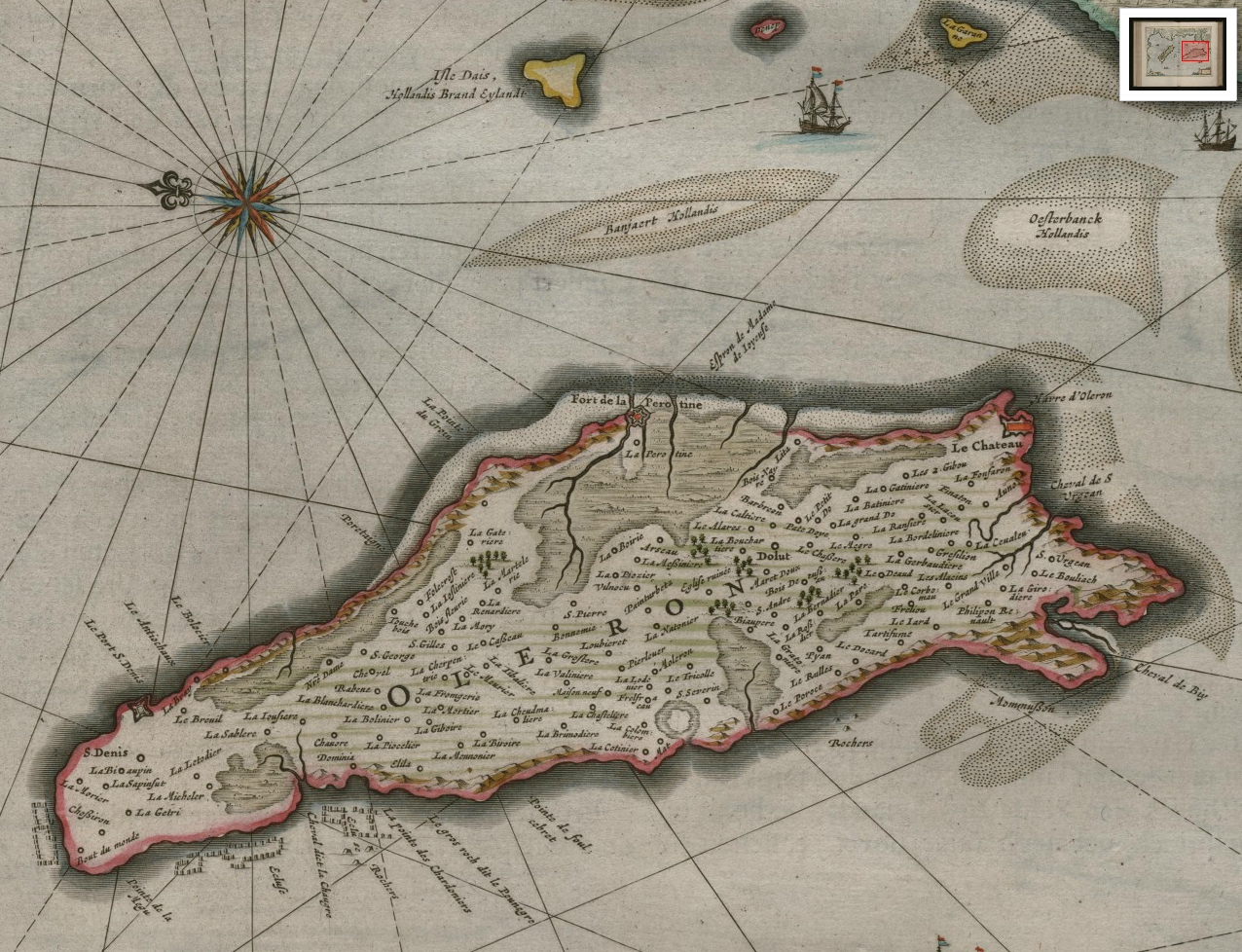
din 1662,
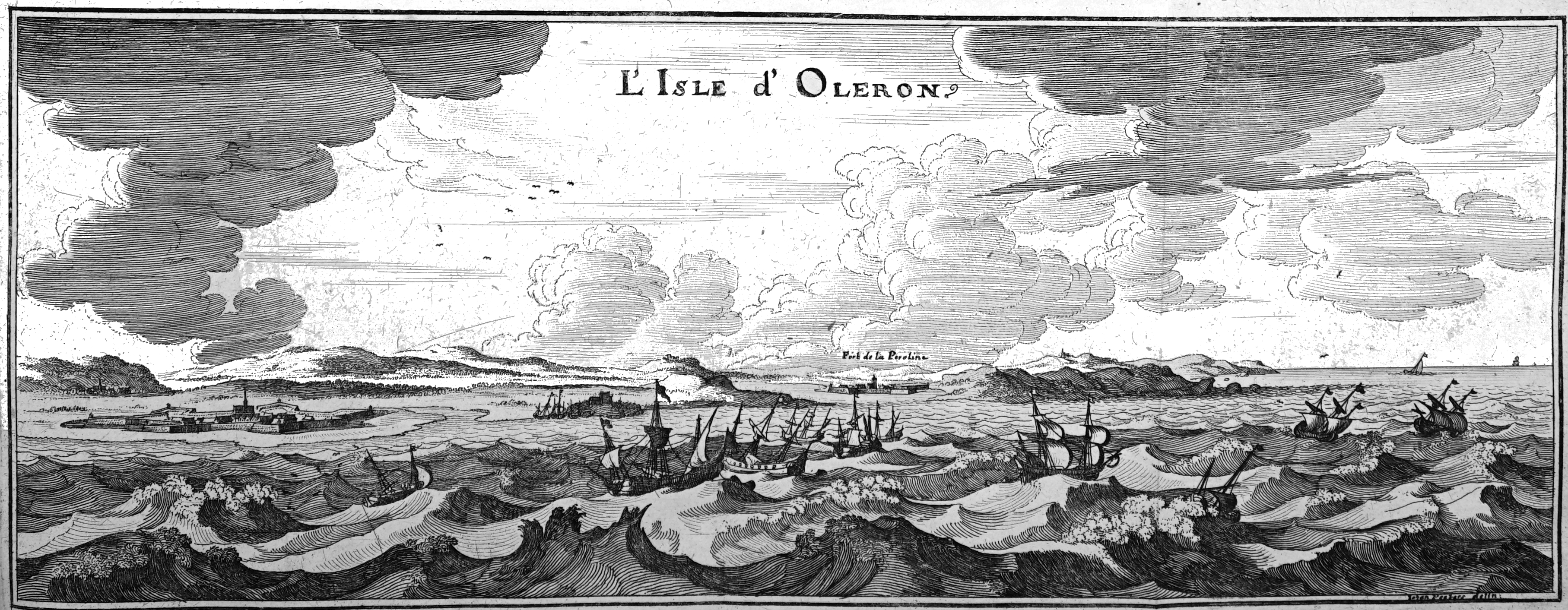
desen din 1656.

În februarie 1625, protestantul Soubise capturează insula după ce a ocupat insula Ré. Câteva luni mai târziu, Charles, Duce de Guise organizează o debarcare pentru a recuceri insula, sprijinit de flotele olandeze și engleze.
În noaptea de 18 spre 19 noiembrie 1916, în timpul unei furtuni, Présidente Viera, un vapor cu aburi american, venind de la Montevideo și transportând 14.000 de tone de vin, avariată, se scufundă pe plaja Grand-Village unde se rupe în două. Epava este încă vizibilă pe plajă.
Începând din 1923, scriitorul Pierre Loti este înmormântat în grădina casei bunicilor săi, urmând tradiția strămoșilor săi huguenoți. Această casă se află în Saint-Pierre, dar conform dorințelor autorului, nu este deschisă pentru vizitare, spre deosebire de casa sa din Rochefort, transformată în muzeu.
Insula este una dintre ultimele focare de rezistență germană la sfârșitul celui de-al Doilea Război Mondial (Cuibul de rezistență germană de La Rochelle și cuibul de rezistență germană de la Royan și de la capul de Grave); este eliberată la sfârșitul lunii aprilie 1945 printr-o debarcare a peste 8.000 de oameni la sud, pe plaja Gatseau, unde a fost ridicat un memorial · . René Babonneau, locotenent-colonel și compagnon de la Libération, participă la eliberarea insulei, în fruntea Regimentului 158 RI. Regimentul 32 de artilerie, recent reconstituit, sprijină această ofensivă.
Podul insulei Oléron, având o lungime de 2.862 de metri, a fost inaugurat pe 21 iunie 1966.

## Coifuri din insula Oléron

Coifuri din insula Oléron, Charente-Maritime
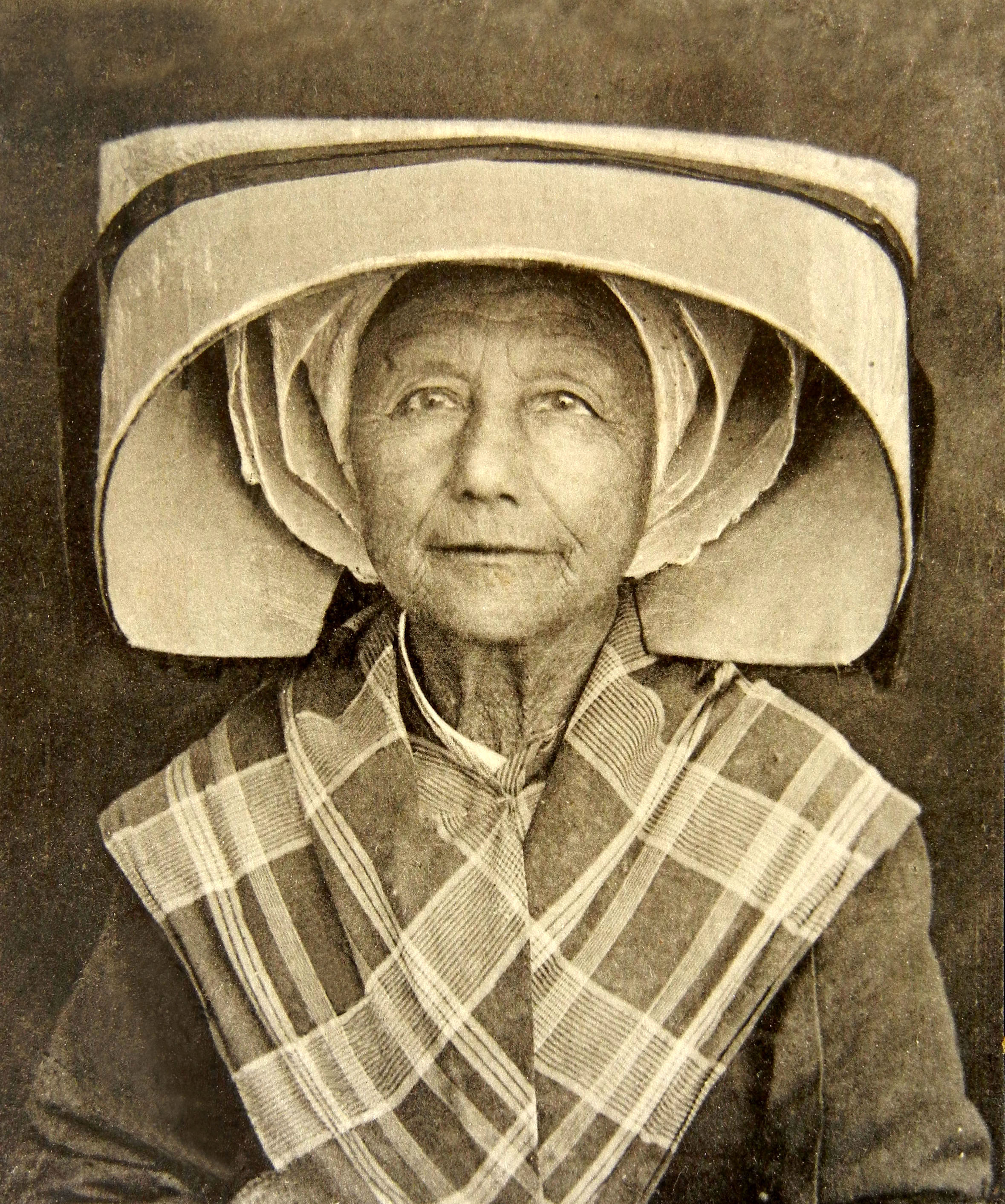
Le ballet, circa 1915 - Saint-Pierre-d'Oléron.
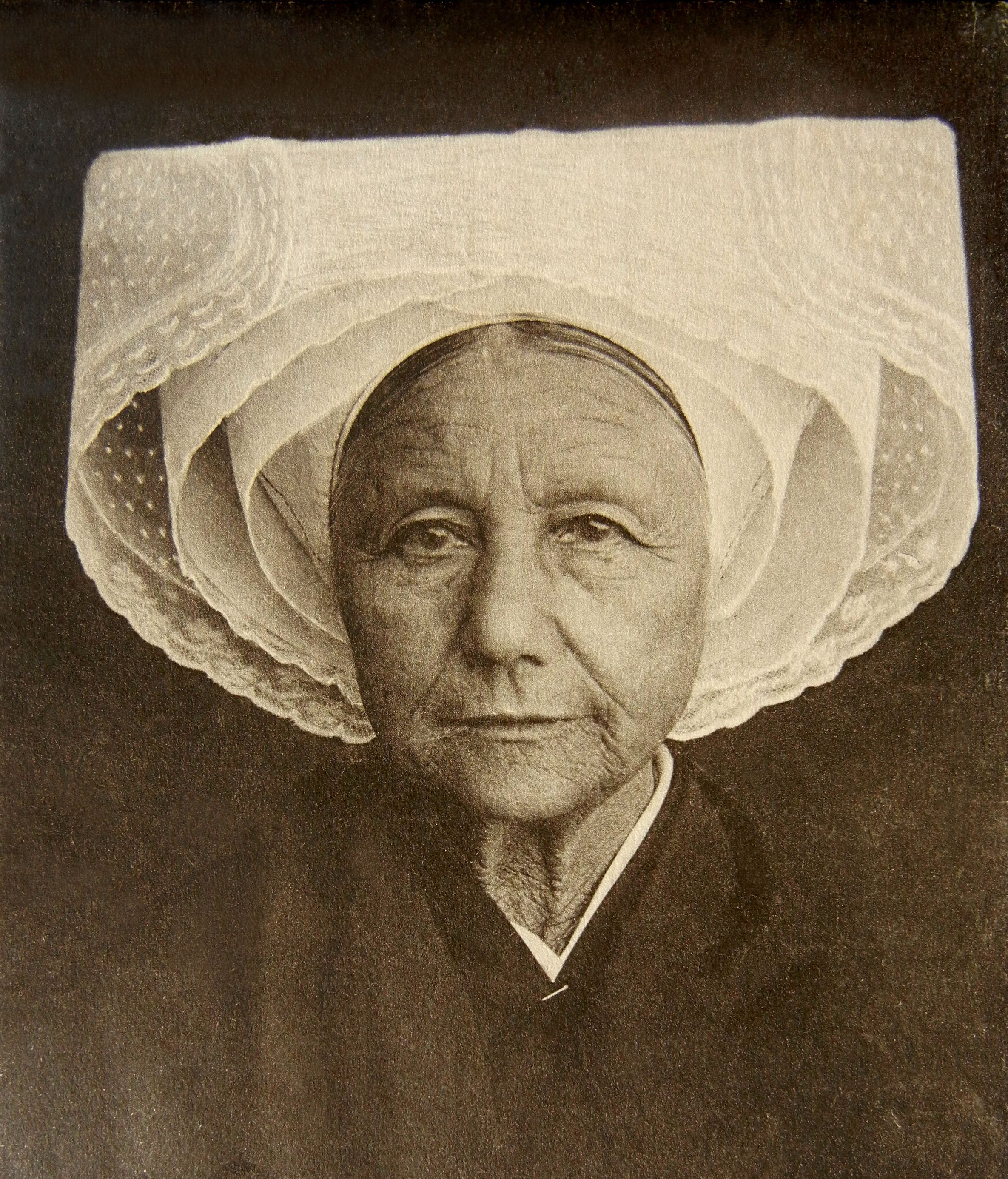
Le ballon, 1915, Saint-Pierre-d'Oléron.
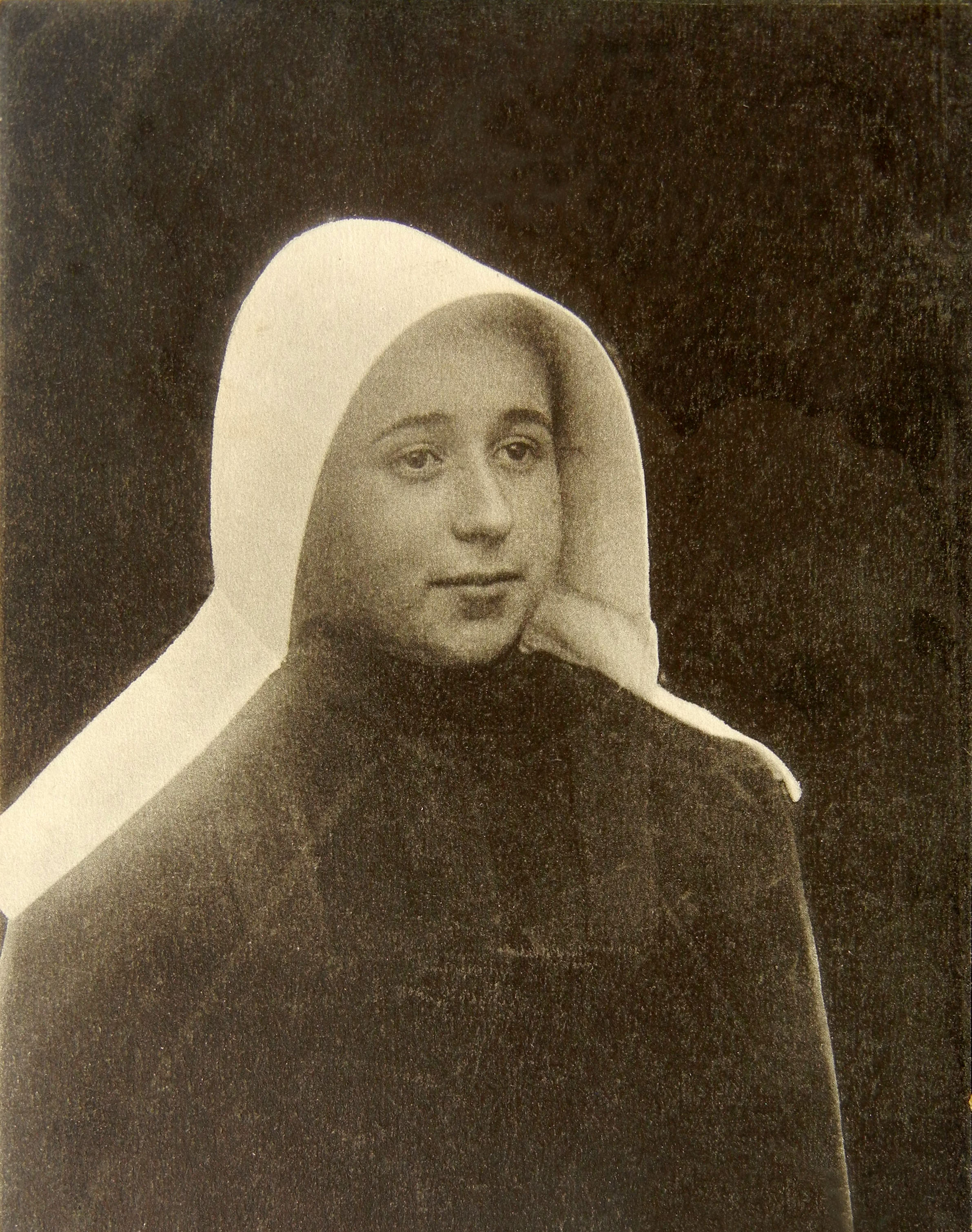
Le kissenot ou la kichenotte, 1914.

Potrivit unei etimologii fantastice, termenul "kissenot" sau "quichenotte", care desemnează pălăria în formă de cornet lung îndreptat înainte, ar proveni de la deformarea expresiei în limba engleză "kiss not", deoarece femeile din Oléron care purtau această pălărie nu doreau să fie sărutate de către soldații englezi care ocupau insula în timpul Războiului de 100 de Ani. În realitate, termenul derivă din "quichon", care desemnează o grămadă de fân; "quich'not", purtat de femei în timpul cositului, este pur și simplu coafura cositoarei. Această pălărie se găsește în multe provincii, sub forme și dimensiuni ușor diferite și sub diverse nume. Contrar uzului actual, "quich'not" era nu feminin, ci masculin. Se spunea cândva "un quich'not" și "mon quich'not".

## Administrație

Harta insulei Oléron.

Insula Oléron este atașată departamentului Charente-Maritime, în regiunea Nouvelle-Aquitaine, mai exact în arondismentul Rochefort.
Cantonul Île d'Oléron este împărțit în opt comune: Le Château-d'Oléron, Dolus-d'Oléron, Le Grand-Village-Plage, Saint-Trojan-les-Bains, La Brée-les-Bains, Saint-Denis-d'Oléron, Saint-Georges-d'Oléron și Saint-Pierre-d'Oléron.
Comunitatea de comune a Insulei Oléron adună proiectele de interes pentru Oléron, în special în domeniile amenajării teritoriului și dezvoltării economice.

## Dezvoltare economică și turistică
Pentru a dezvolta teritoriul și a maximiza atractivitatea turistică a insulei, comunitatea de comune Insula Oléron a decis să implementeze o rețea de piste pentru biciclete, promovând astfel mijloacele de transport nepoluante și punând în valoare teritoriul. Această rețea, tot mai densă, se încadrează în politica de dezvoltare durabilă a comunității de comune, contribuind la dezvoltarea mobilității durabile și a ecoturismului. În 2014, aceasta ajunge la peste 130 km.
Pe insulă au loc numeroase evenimente pe tot parcursul anului: concerte, târguri de vechituri, plimbări de descoperire, picnicuri, seri de lectură, ateliere și conferințe, piețe, pétanque, regate, competiții de surf și de catamarane, etc.

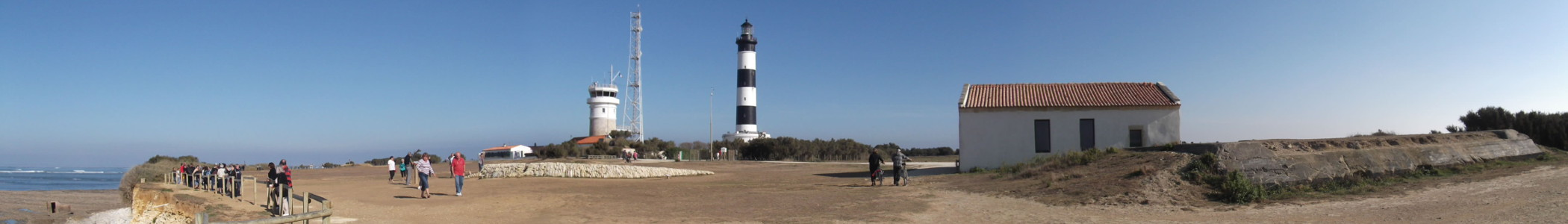
Semaforul, farul Chassiron și Maison de la Pointe.

## Transport

### Piste pentru biciclete
Insula Oléron dispune de o rețea de piste de biciclete de peste 130 de kilometri. În fiecare an, noi amenajări sunt realizate pe teritoriul insulei. Prin dune, plaje, mlaștini și păduri, bicicleta este mijlocul de transport preferat pentru a descoperi în ritmul său diversitatea peisajelor de pe Insula Oléron. Pentru a ghida și facilita deplasarea cicliștilor, rețeaua de piste de biciclete este dotată cu o semnalistică informativă și direcțională. Împrăștiate pe întreaga insulă, există 4 circuite cu culori diferite, evidențiate pe teren prin stâlpi numerotați.

### Trenul insulei Oléron
La mijlocul secolului al XIX-lea, căile ferate de interes local își fac apariția în zonele rurale franceze. Procesul este mai mult sau mai puțin rapid. În 1904, o cale ferată metrică de 37 de kilometri este inaugurată de la Saint-Trojan la Saint-Denis, cu o ramură secundară de 6 kilometri de la Sauzelle la Boyardville. Cinci locomotive Corpet-Louvet asigură patru curse de dus-întors zilnice pe ramura principală.
Despre acea perioadă, mărturiile contemporane indică faptul că traficul feroviar era intens, iar până în 1914, calea ferată s-a dovedit a fi un atu esențial pentru economia insulei. Ea a contribuit în mod special la dezvoltarea stațiunilor balneare.
Din cauza concurenței din partea drumului, serviciul feroviar s-a oprit în 1935. Stația La Chevalerie, care se vede puțin după intrarea pe insulă, este unul dintre puținele vestigii ale acelei perioade feroviare.

### Micul tren din Saint-Trojan
Din 1963, în comuna Saint-Trojan, o cale ferată cu ecartament de 60 cm leagă satul de plajele Maumusson și Gatseau. Este inspirată de vechiul tramvai care lega Royan de Ronce-les-Bains.

### Rețeaua de autobuze
Rețeaua de autobuze departamentale este mai dezvoltată decât în alte arondismente din Charente-Maritime, și legături directe către gara SNCF din Surgères sunt disponibile pentru a face insula accesibilă printr-o singură corespondență din Paris.
O rețea de autobuze estivale, cu traseul său variind de la un an la altul, este pus în funcțiune de la începutul lunii iunie până la sfârșitul lunii august pentru a lega diferitele sate și campinguri. Este finanțat de comunitatea de comune din Oléron.

## Rezervație naturală și clasificare

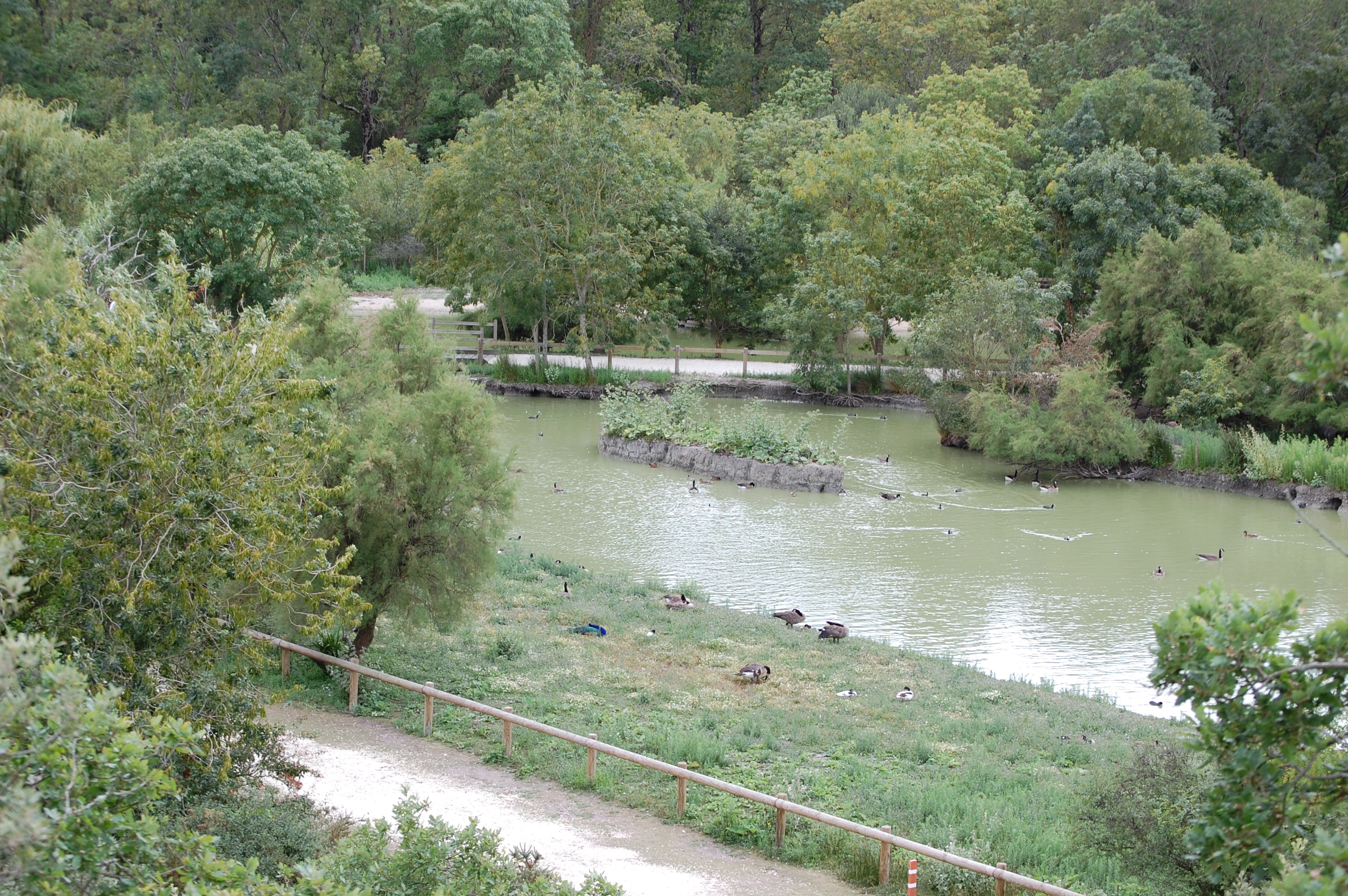
Mlaștina Păsărilor.

Rezervația naturală națională Moëze-Oléron cuprinde 6.700 de hectare între insulă și ținutul Charente. Ea include o vastă zonă de plajă, clasificată rezervație naturală printr-un decret din 1993, descoperită la reflux, unde este interzisă practicarea pescuitului de scoici.
Din 1 aprilie 2011, insula Oléron este, de asemenea, clasificată ca sit natural în Franța și beneficiază, în acest sens, de protecția Natura 2000.

## Personalități legate de insulă
- Eleanor de Aquitania (1122-1204), regină a Franței și ulterior regină consoartă a Angliei, a promovat, în 1160, Rolurile Oléronului [n 14] (originea legii actuale a Admiraltății britanice și a dreptului maritim modern) ;
- Théodore-Agrippa d’Aubigné (1552-1630), scriitor, poet și om politic; guvernator al Oléronului ;
- Armand de Belzunce (1722-1763), guvernator al Oléronului ;
- André Mage de Fiefmelin (1560-1603), poet; a locuit pe insula Oléron;
- Pierre Loti (1850-1923), scriitor; înmormântat în Saint-Pierre-d'Oléron în grădina casei sale din copilărie;
- Maurice Renard (1875-1939), romancier; locuia în Dolus-d'Oléron, unde este îngropat;
- Anita Conti (1899-1997), oceanografă și fotografă franceză; a trăit pe insula Oléron;
- Pierre Bergé (1930-2017), om de afaceri, antreprenor și mecena; născut în Arceau[40] (satul comunei Saint-Pierre-d'Oléron);
- Margrethe Vestager (1968), politiciană daneză și comisar european, deține o casă de vacanță pe insulă.

## Galerie

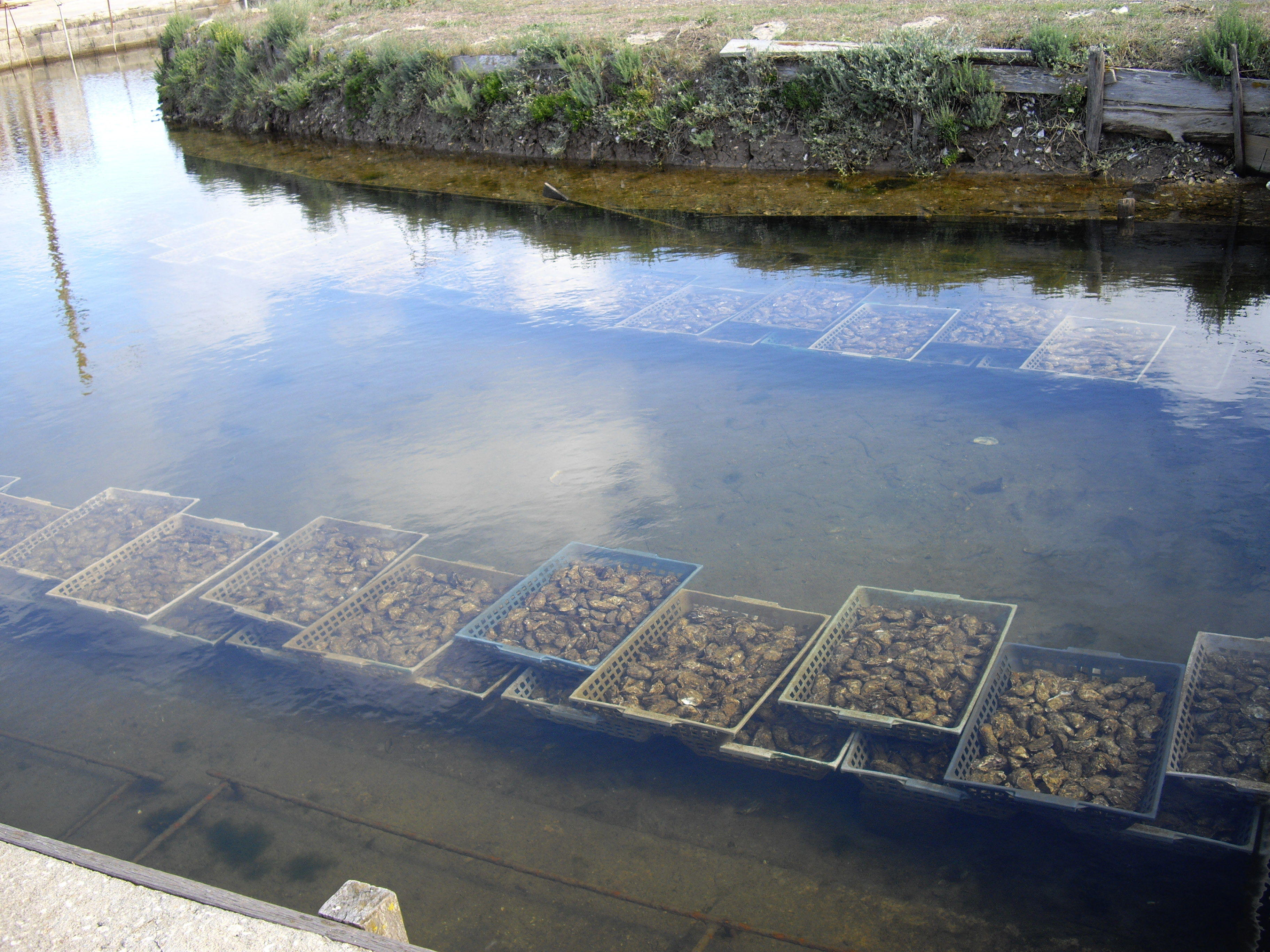
Ostréiculture.
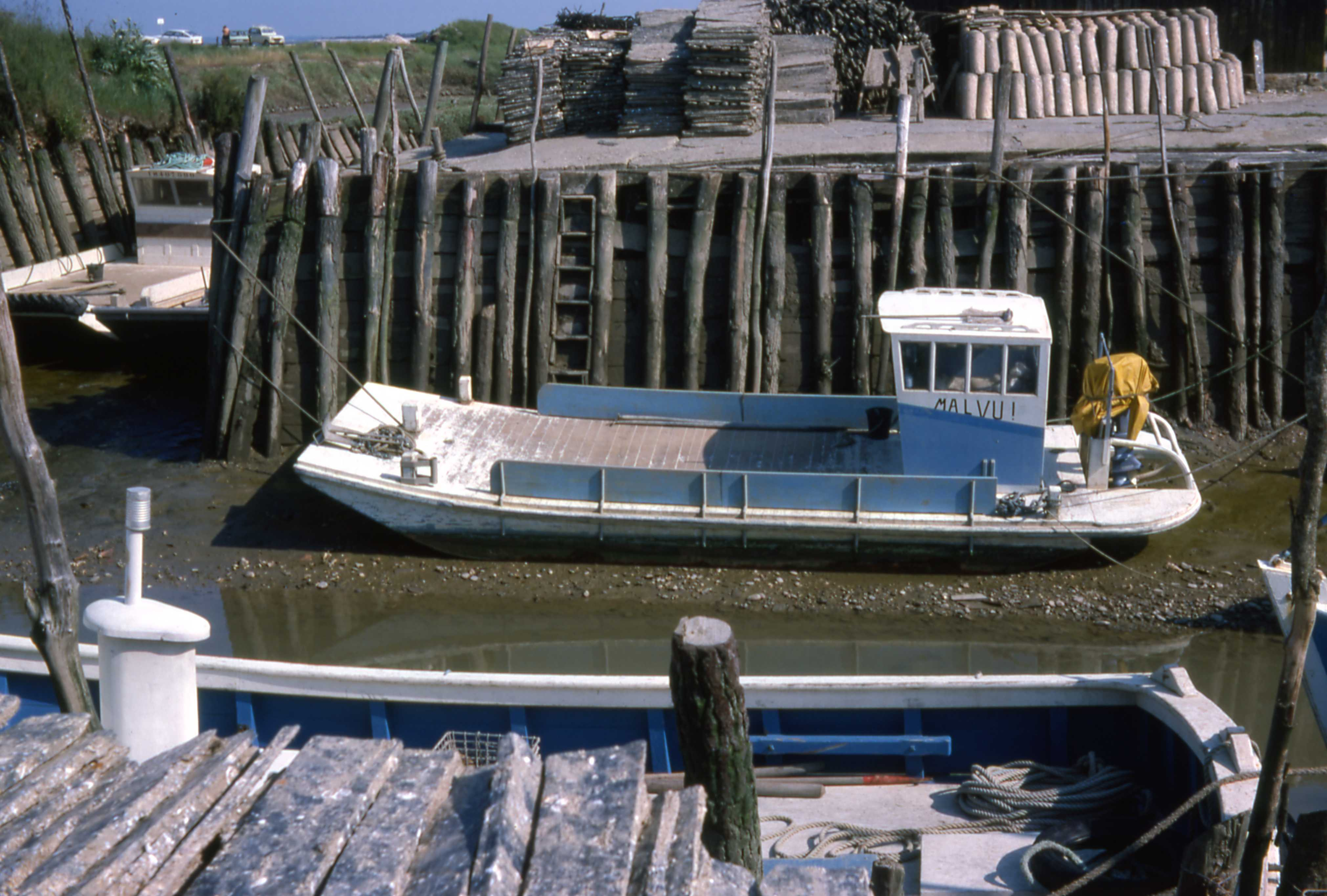
Vapor pentru pescuit stridii.
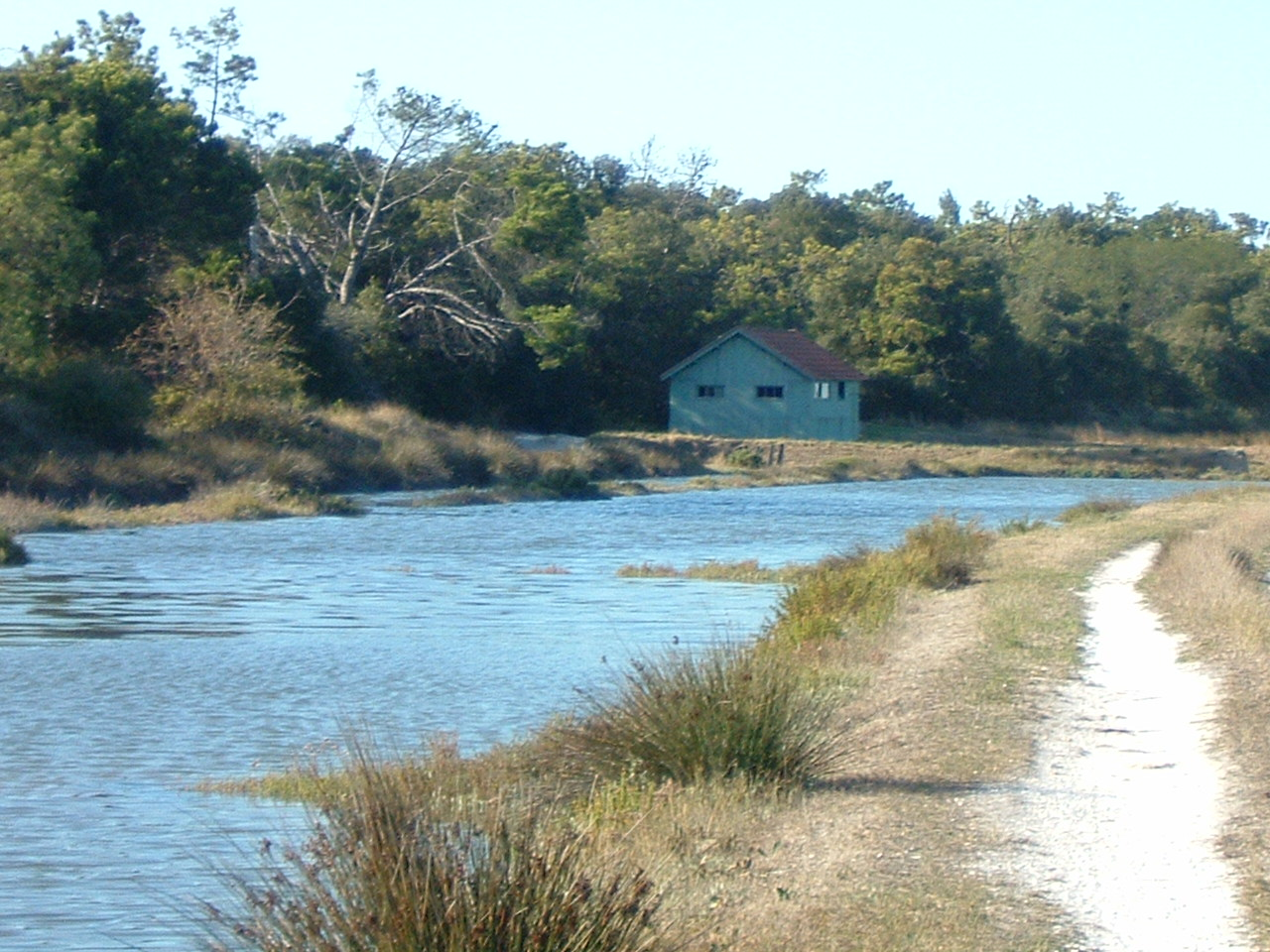
Cabana pentru stridii din Fort-Royer.
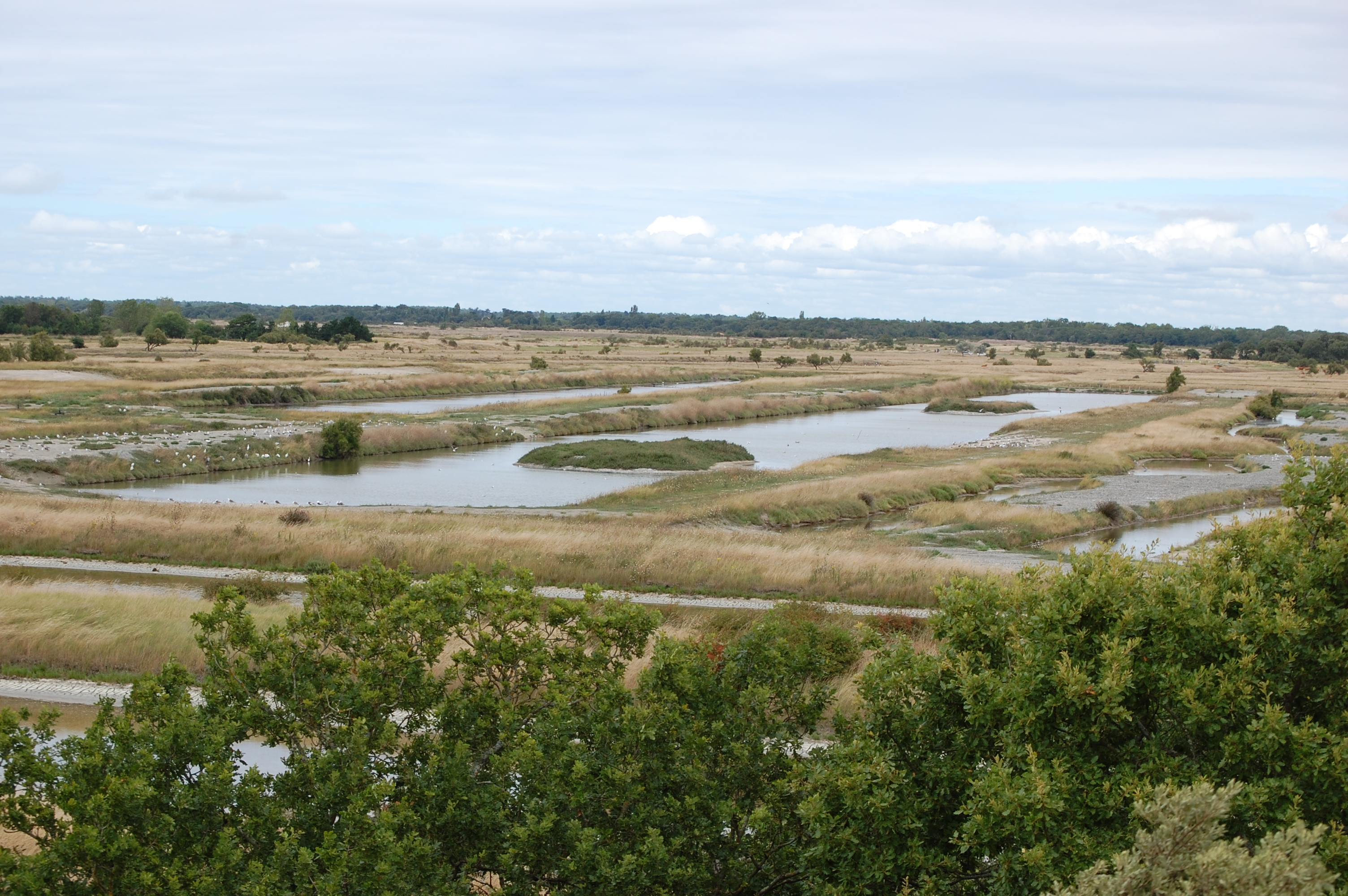
Mlaştină, Saint-Pierre.
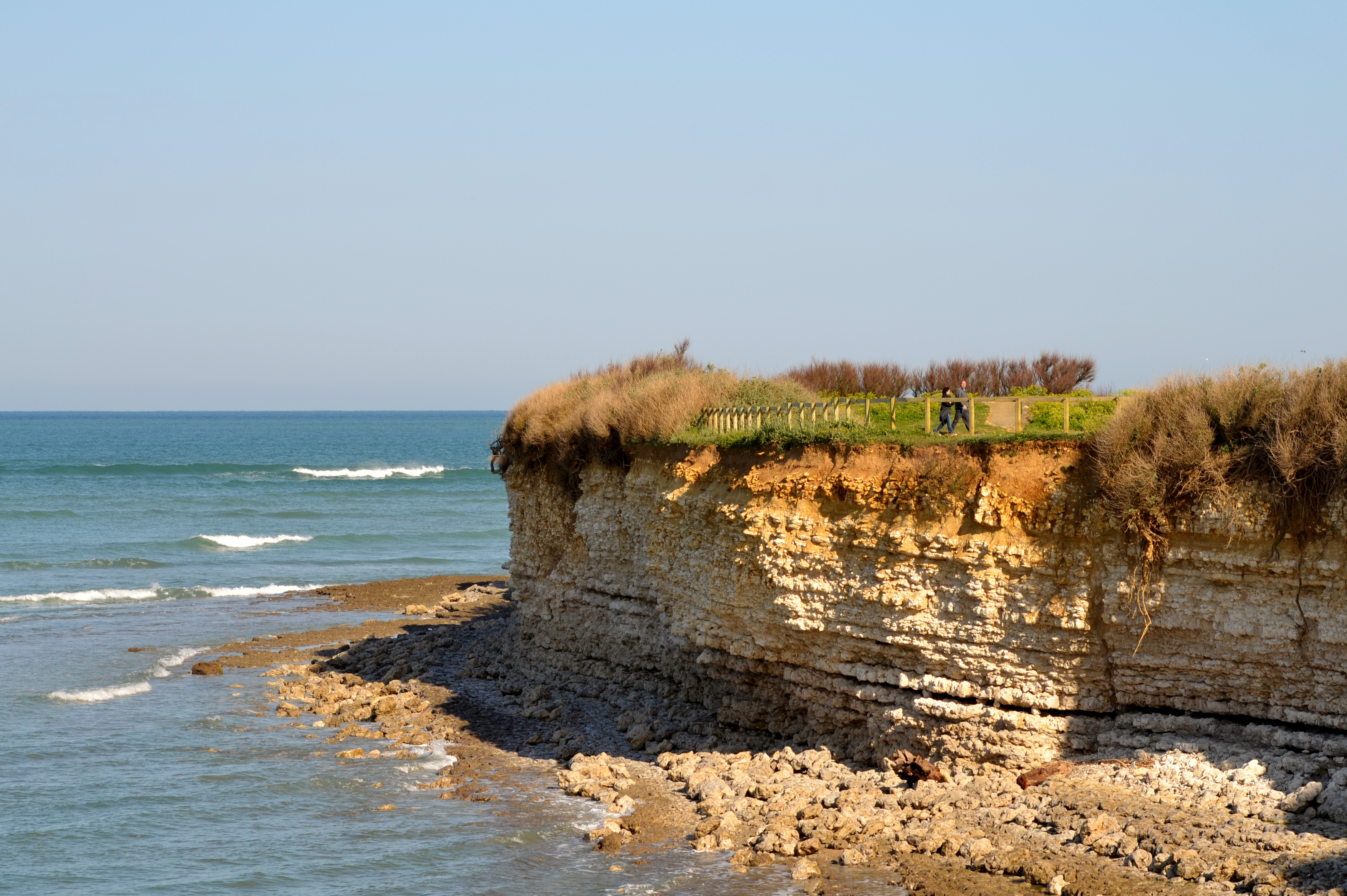
Faleza Chassiron.
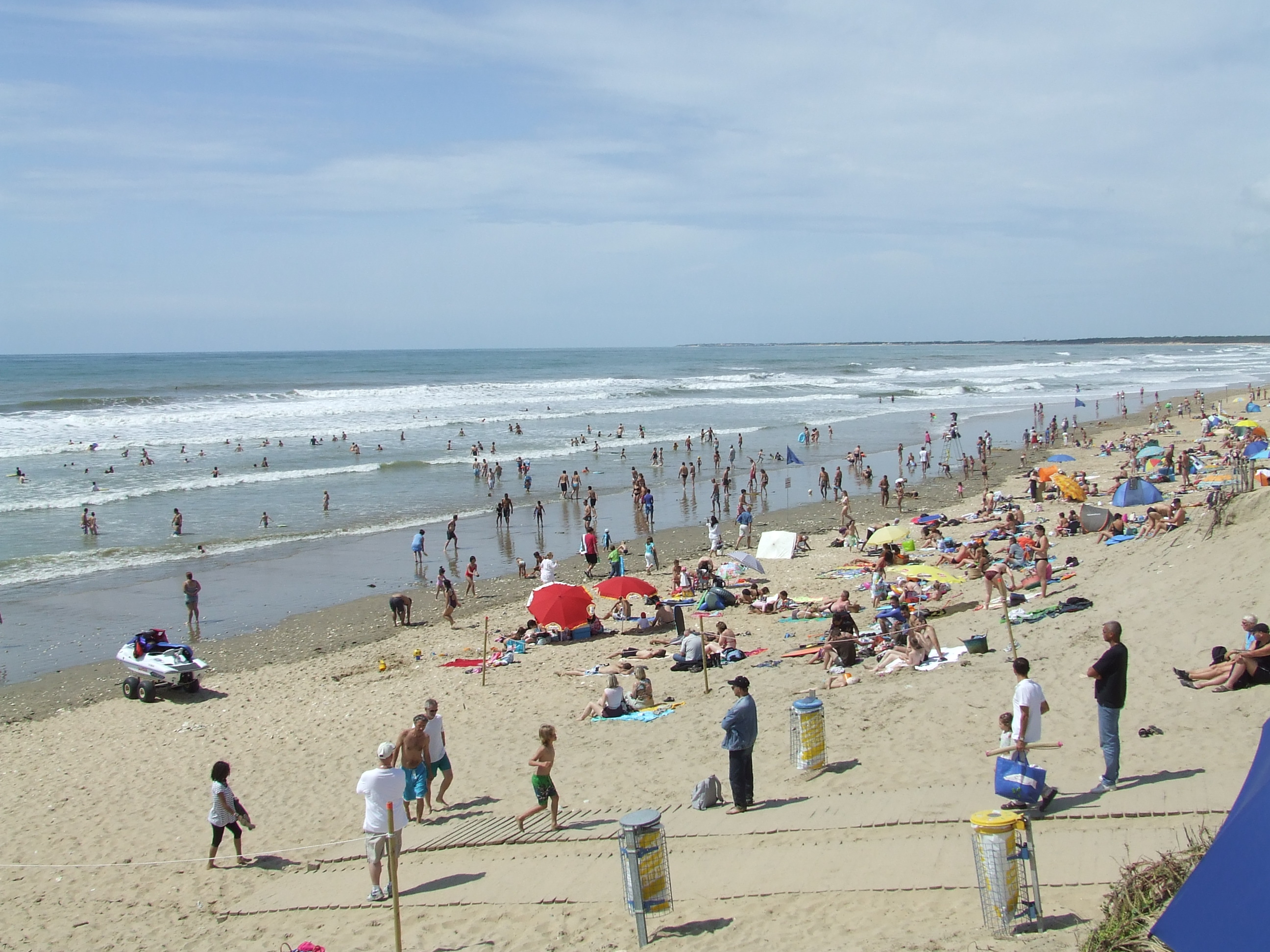
Oléron : Grande Plage, Le Grand-Village-Plage.
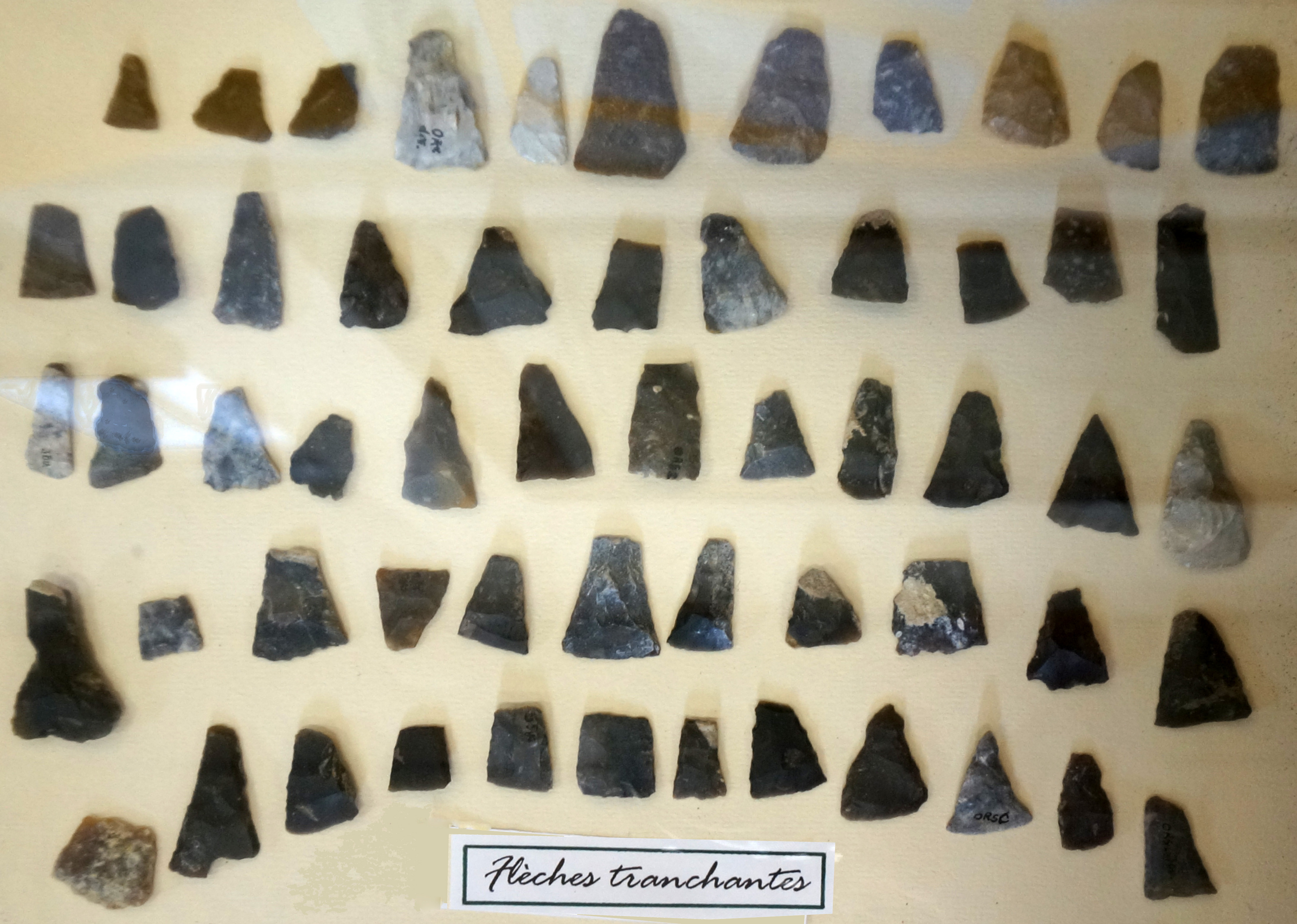
Vârfuri de săgeți ascuțite găsite pe insulă.
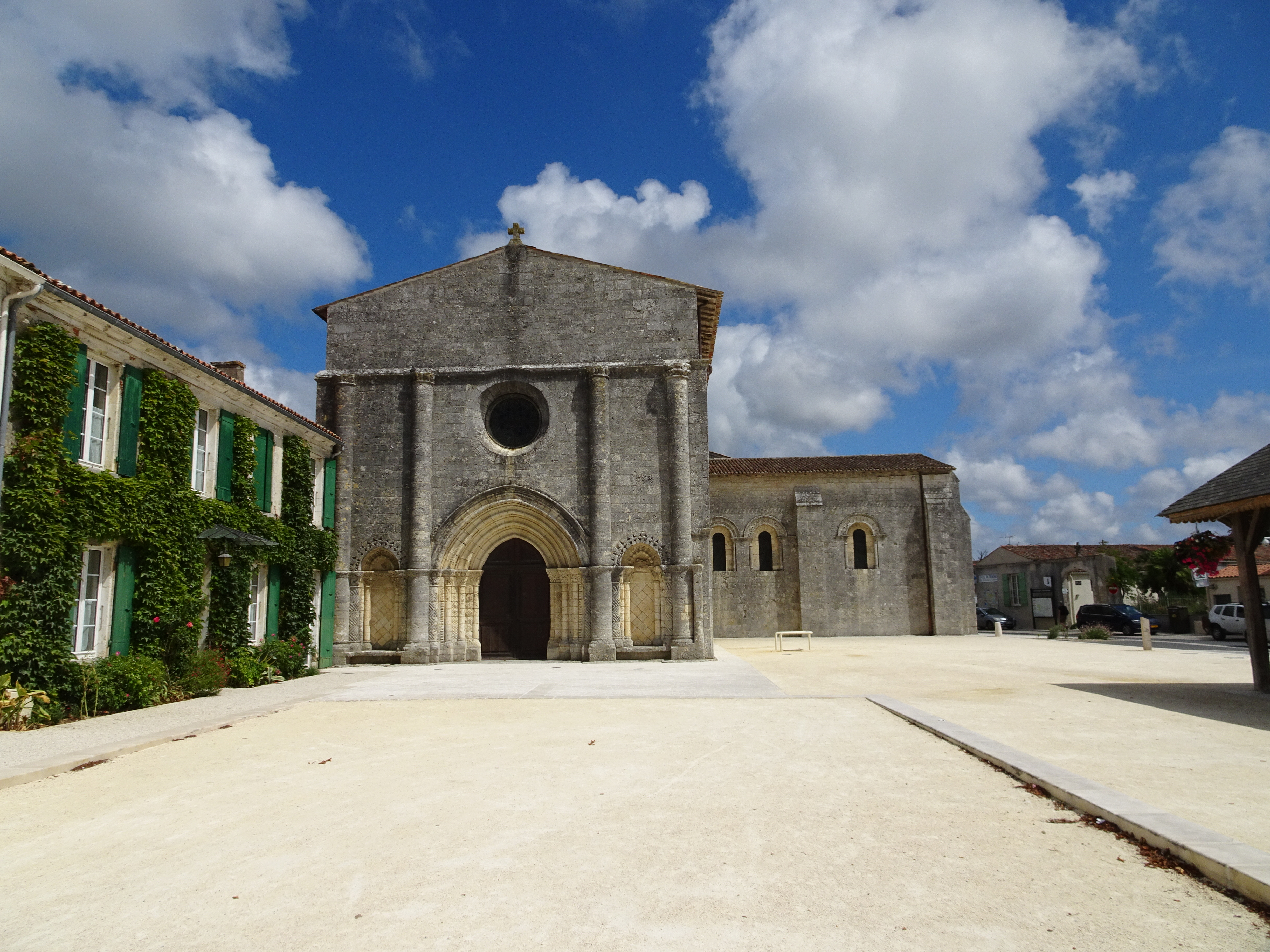
Biserica Saint-Georges.
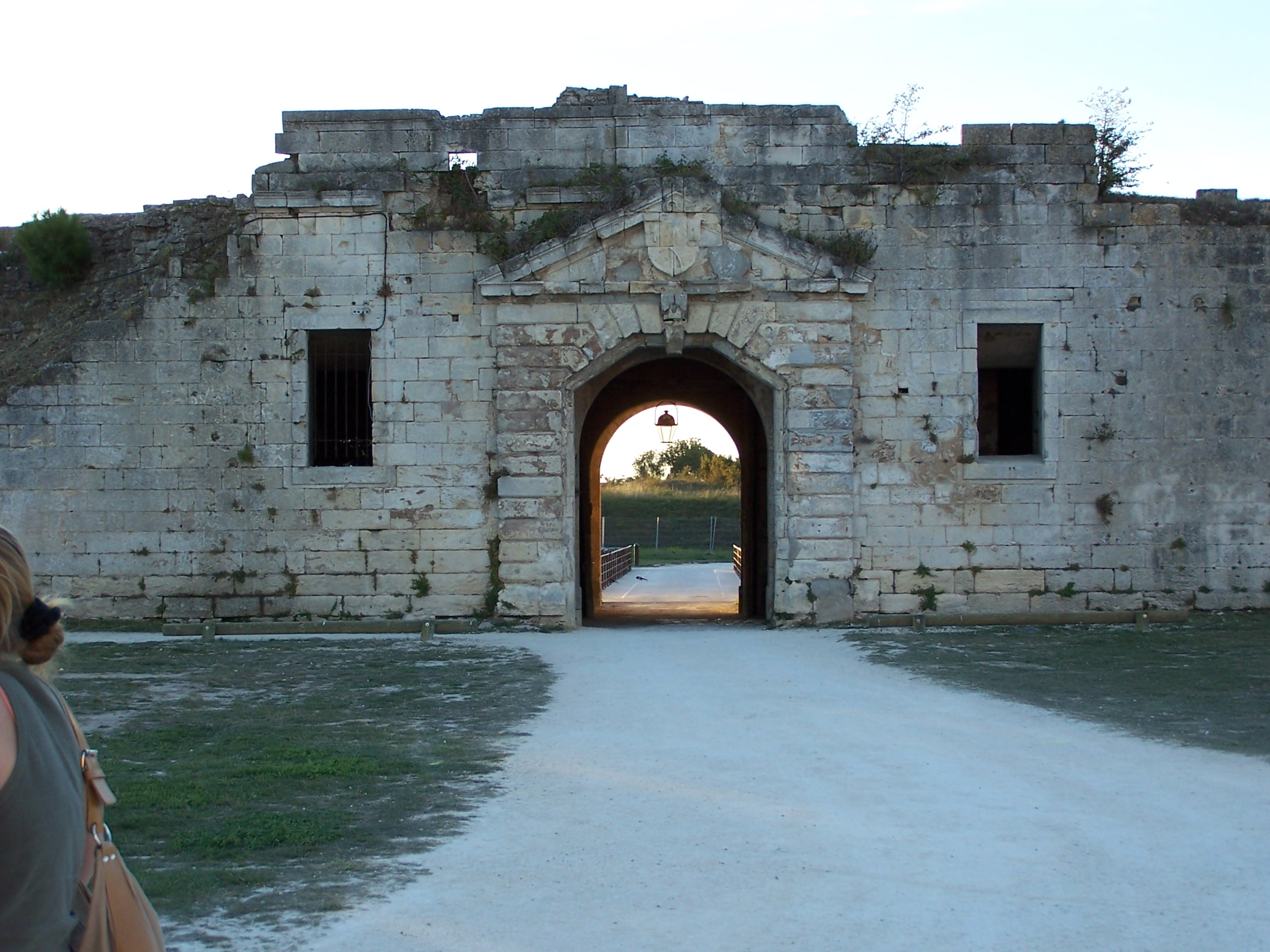
Cetatea Castelului d'Oléron.